# جرائم الحرب الإسرائيلية في الحرب الفلسطينية الإسرائيلية

سيارة المطبخ المركزي العالمي عقب ضربات الجيش الإسرائيلي.

منذ اندلاع الحرب الفلسطينية الإسرائيلية بتاريخ 7 أكتوبر 2023، وُجهت اتهامات متزايدة للجيش والسلطات الإسرائيلية بارتكاب جرائم حرب وانتهاكات جسيمة للقانون الدولي. شملت هذه الاتهامات فرض عقاب جماعي على الشعب الفلسطيني، وشن هجمات عشوائية على المدنيين في مناطق مكتظة بالسكان، استهدفت البنية التحتية الحيوية؛ كقصف المستشفيات والمرافق الطبية، ومخيمات اللاجئين، والمدارس، والمؤسسات التعليمية، والمنشآت البلدية. كما تضمنت اتهامات بممارسة التعذيب والإعدام بحق المدنيين، وارتكاب جرائم عنف جنسي شملت اغتصاب الرجال والنساء والأطفال، بالإضافة إلى عمليات الإخلاء القسري، وسوء معاملة الأسرى الفلسطينيين وتعذيبهم، وتدمير التراث الثقافي، وصولًا إلى تهمة ارتكاب إبادة جماعية. وقد قامت منظمات إنسانية وحقوقية بارزة بتوثيق هذه الأعمال، من بينها هيومن رايتس ووتش، ومنظمة العفو الدولية، وبتسيلم، وأوكسفام، إلى جانب خبراء في حقوق الإنسان، ولجنة التحقيق الدولية المستقلة التابعة للأمم المتحدة والمقررين الخاصين بها.
على الصعيد القانوني، واجهت إسرائيل إجراءات دولية حاسمة بشأن سلوكها في الحرب؛ حيث رُفعت ضدها دعوى أمام محكمة العدل الدولية بتهمة ارتكاب إبادة جماعية في غزة. وفي مايو 2024، أصدر المدعي العام للمحكمة الجنائية الدولية طلبًا بإصدار أوامر اعتقال بحق رئيس الوزراء الإسرائيلي بنيامين نتنياهو ووزير دفاعه يوآف غالانت، بتهم ارتكاب جرائم حرب وجرائم ضد الإنسانية، من بينها استخدام التجويع كسلاح حرب.
ورغم الإدانات الدولية الواسعة التي واجهتها إسرائيل بسبب هذه الجرائم، فقد حافظت على دعم ثابت من الولايات المتحدة . ففي أكتوبر 2023، صرّح وزير الخارجية الأمريكي أنتوني بلينكن بأن إدارة بايدن لا تضع "خطوطًا حمراء" أمام الإجراءات الإسرائيلية قد تستدعي وقف الدعم العسكري. وباعتبارها المورد الأكبر للأسلحة إلى إسرائيل، وُجهت إلى الولايات المتحدة اتهامات بالتواطؤ في جرائم الحرب الإسرائيلية.

## التناسب والتمييز

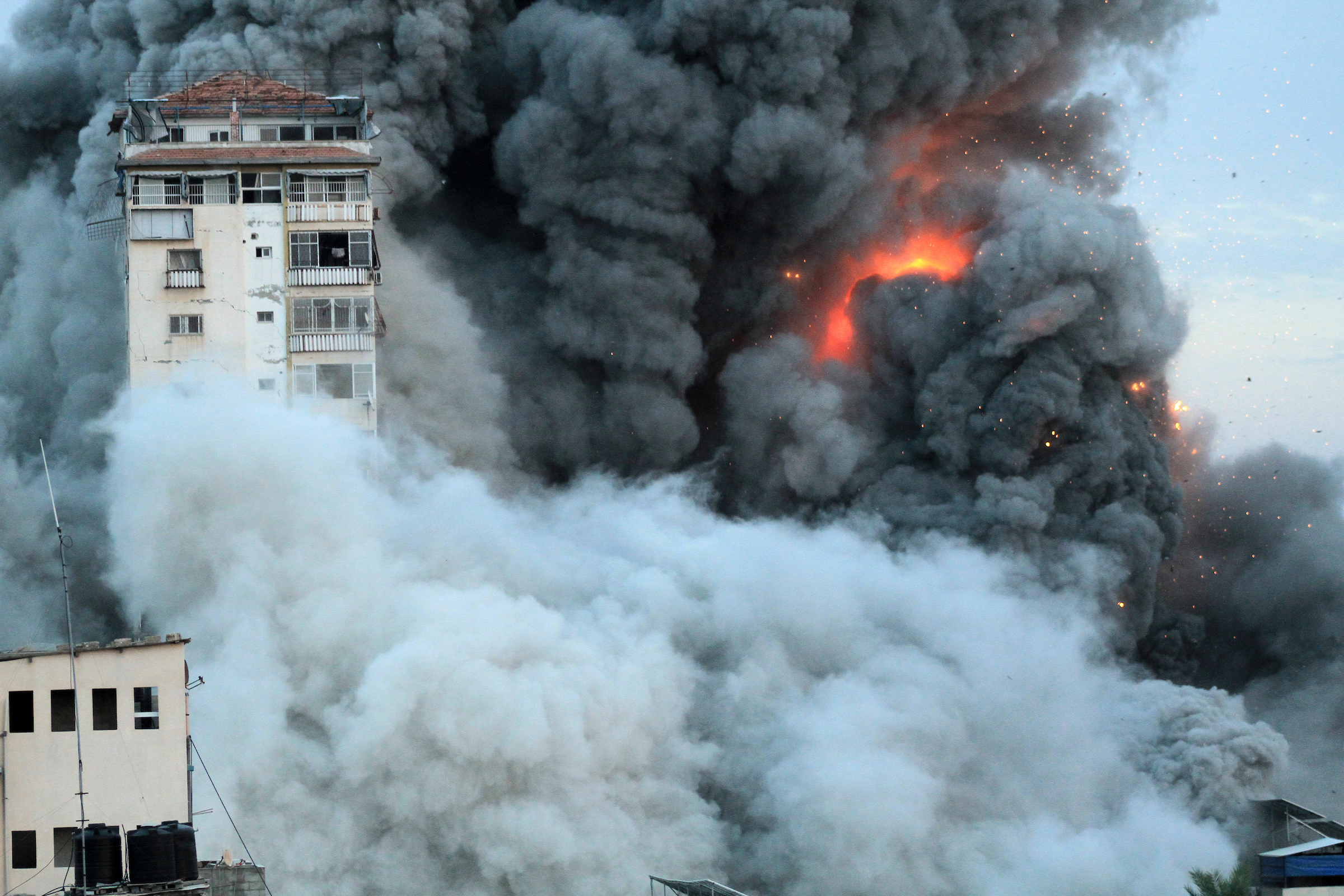
برج فلسطين المدمر في غزة، أكتوبر 2023.

وُضِعَ التزام إسرائيل بمبدأي التمييز والتناسب، كما تقتضيهما قوانين الحرب، موضع تساؤل.  فالمبدأ الأول يفرض على الجيوش التمييز بين الأهداف العسكرية المشروعة والمدنيين المحميين.  أما المبدأ الثاني فيقضي بأنه عند مهاجمة هدف عسكري مشروع، يجب أن يكون الضرر المتوقع اللاحق بالمدنيين أو الأعيان المدنية متناسبًا وغير مفرط (غير متناسب) مع الميزة العسكرية المتوقعة. 
وقد ذكرت منظمة هيومن رايتس ووتش أن إجمالي عدد القتلى المدنيين، واستخدام إسرائيل لأسلحة قوية في أحياء غزة المكتظة بالسكان، أثار "تساؤلات جدية" حول مدى قانونية سلوك إسرائيل.  كما جادلت المنظمة بأن ارتفاع نسبة الضحايا بين النساء والأطفال يُعد مؤشرًا على غياب مبدأ التناسب، ويُظهر ما وصفته بأنه "استخفاف بالأرواح الفلسطينية".  واتهمت منظمة العفو الدولية إسرائيل بارتكاب جرائم حرب. وفي تقرير نشرته، حلّلت خمس حوادث وقعت بين 7 و12 أكتوبر استهدفت فيها قوات الاحتلال الإسرائيلية مناطق سكنية في غزة. وخلص التقرير إلى أنه في عدة حالات، قصفت قوات الاحتلال الإسرائيلية أهدافًا دون وجود أي دليل على نشاط عسكري، وأن هذه الهجمات كانت ذات طبيعة "عشوائية". وأشار مسؤولون في جيش الاحتلال الإسرائيلي لم يُكشف عن هويتهم، نُقل عنهم في تقرير لمجلة +972، إلى "تخفيف للقيود" في قواعد الاشتباك، وأنه في حالات عديدة قصفت قوات الاحتلال الإسرائيلية أهدافًا رغم عدم وجود دليل على نشاط عسكري. ويزعم التقرير أن الأساس المنطقي وراء هذه الهجمات كان "إلحاق الأذى بالمجتمع المدني الفلسطيني"، ووفقًا لأحد المصادر التي استشهد بها التقرير، "دفع المدنيين إلى الضغط على حماس". 
"يُجادل خبراء نقلت عنهم صحيفة واشنطن بوست بأن بعض الغارات الجوية الإسرائيلية تُظهر أن إسرائيل لديها تسامح مع الخسائر في صفوف المدنيين "أكبر بأضعاف مضاعفة" مما كان لدى الولايات المتحدة في حربها ضد تنظيم داعش.  وقد جادل مسؤولو الأمم المتحدة وجماعات حقوق الإنسان بأن إسرائيل لم تفعل ما يكفي لحماية المدنيين.  وفي مارس 2024، قالت الأمم المتحدة إن عدد الأطفال الذين قُتلوا في غزة خلال أربعة أشهر فاق عدد من قُتلوا في جميع حروب العالم مجتمعة على مدى أربع سنوات.  وأعلن فيليب لازاريني، رئيس وكالة الأمم المتحدة لغوث وتشغيل اللاجئين الفلسطينيين (الأونروا): "هذه الحرب هي حرب على الأطفال". 

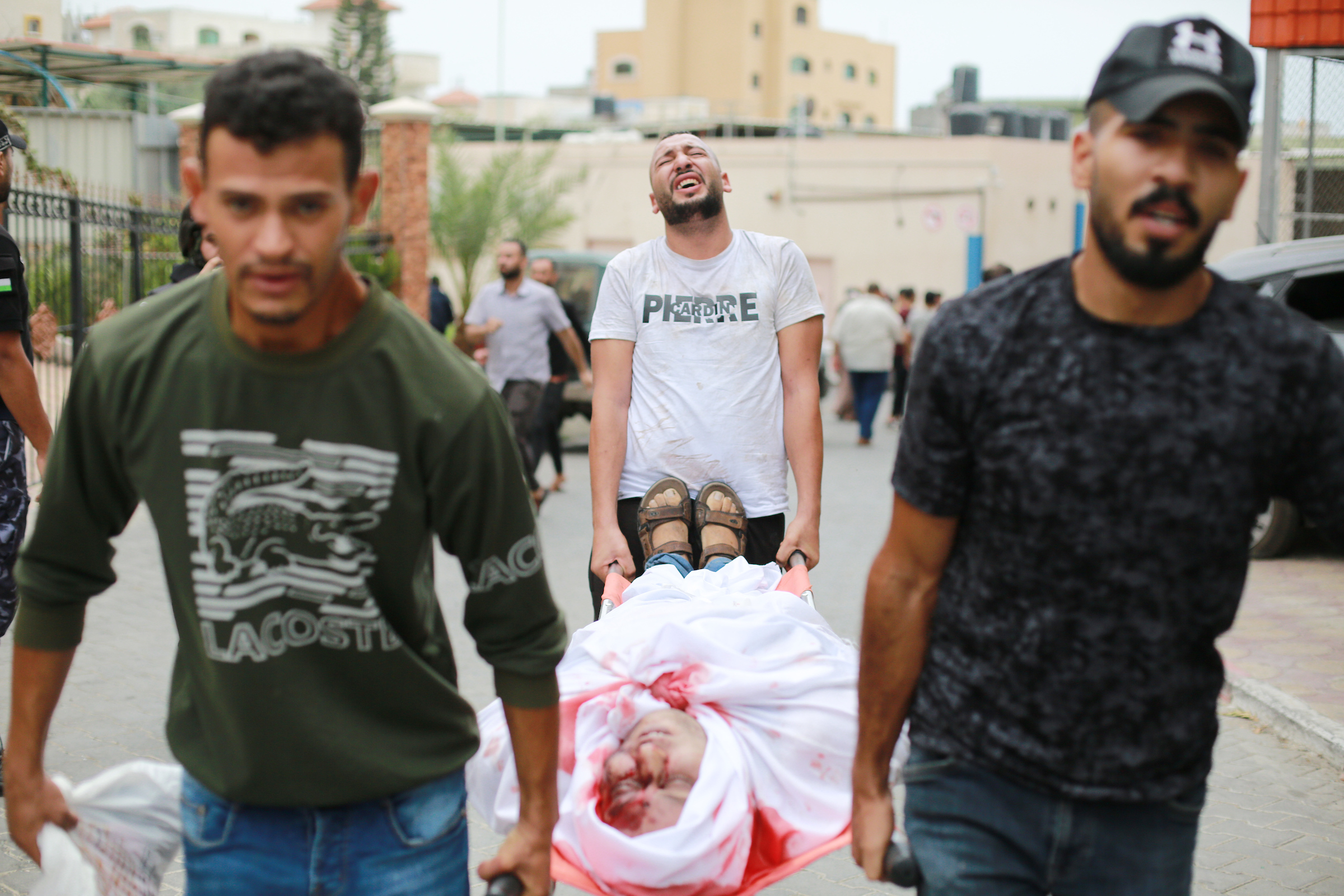
ثلاثة رجال يحملون امرأة ميتة إلى المستشفى الإندونيسي في مخيم جباليا، أكتوبر 2023.

من جانبها، رأت إيمانويلا-كيارا غيلارد، الزميلة الباحثة في تشاتام هاوس، أنه بالنظر إلى حجم وطبيعة هجمات 7 أكتوبر، فإن لإسرائيل الحق في الدفاع عن النفس، وهو ما قد يشمل هدفها العسكري المعلن المتمثل في تدمير حماس. وأضافت أن حماس هددت بتكرار هجومها ومحو دولة إسرائيل.  ووفقًا لمجلة "ذي إيكونوميست"، فإن قانون النزاعات المسلحة والقانون الإنساني الدولي يمنحان إسرائيل مرونة عندما يتعلق الأمر باتخاذ إجراءات عسكرية ضد حماس، ولكنها ترى أن "تعريف إسرائيل للأهداف العسكرية يتم تمديده إلى درجة الانهيار". 
ويزعم أميخاي كوهين، وهو محامٍ إسرائيلي، أن إسرائيل لا تتعمد استهداف المدنيين، ولكن تكتيكات حماس تجعل من الصعب اتخاذ إجراءات دون المساس بالمدنيين.  فيما جادلت جيل غولدينزيل، أستاذة القانون الأمريكية، بأنه حتى لو نفذت إسرائيل كل ضربة بشكل قانوني وبأقصى درجات الدقة، فإن الخسائر في صفوف المدنيين ستظل قائمة في الحرب. وذكرت أن الهدف من تحليل مبدأ التناسب هو تحديد ما إذا كانت الهجمات مفرطة.  ويصرح مسؤولون أمنيون إسرائيليون بأن معايير التناسب التي يتبعونها في هذا الصراع لم تتغير وأنهم يتلقون مشورة قانونية فيما يتعلق بالضربات.  فيما أقر مسؤولون إسرائيليون آخرون، تحدثوا شريطة عدم الكشف عن هويتهم، بأن إسرائيل قصفت "مساكن خاصة ومباني عامة، مثل برلمان غزة والجامعة الإسلامية"، والتي لم تكن لتعتبر في السابق ذات قيمة كافية لتبرير المخاطرة بحياة المدنيين. 
في أبريل 2024، وجدت منظمة هيومن رايتس ووتش أن إسرائيل انتهكت القانون الدولي بشنها غارة جوية على مبنى سكني في غزة، مما أسفر عن مقتل 106 أشخاص، بينهم 54 طفلاً، نظرًا لعدم وجود أهداف عسكرية ذات جدوى في المنطقة. 
في يونيو 2024، وصف مكتب الأمم المتحدة لحقوق الإنسان انتهاكات محتملة لقواعد التناسب والتمييز خلال مجزرة مخيم النصيرات للاجئين.  وفي وقت لاحق من الشهر نفسه، أصدر مكتب الأمم المتحدة لحقوق الإنسان تقريرًا حول ست هجمات إسرائيلية ربما تكون فيها قوات الاحتلال الإسرائيلية قد "انتهكت بشكل منهجي مبادئ التمييز والتناسب والاحتياطات في الهجوم".  وفي أعقاب الهجوم على مدرسة التابعين، أشار طارق كيني-شوا، وهو زميل شبكة السياسات الفلسطينية، إلى أن الهجوم انتهك قوانين التناسب.  وردًا على حملة إسرائيلية على وسائل التواصل الاجتماعي ذكرت أنه "لا يوجد مدنيون أبرياء" في غزة، صرّح مارك كيرستن، الأستاذ بجامعة فريزر فالي: "هذا بالضبط ما يقوله مرتكبو الفظائع".  وفي يونيو 2024، خلصت لجنة تحقيق تابعة للأمم المتحدة إلى أن حجم قتل إسرائيل للفلسطينيين يشكل جريمة ضد الإنسانية. 
بحلول أغسطس 2024، أشارت بيانات من غزة إلى أن الحرب كانت واحدة من أكثر الحروب دموية في القرن الحادي والعشرين.  وأشار البابا فرنسيس إلى أن الهجمات الإسرائيلية على لبنان وغزة كانت غير متناسبة. 

## الهجمات العشوائية

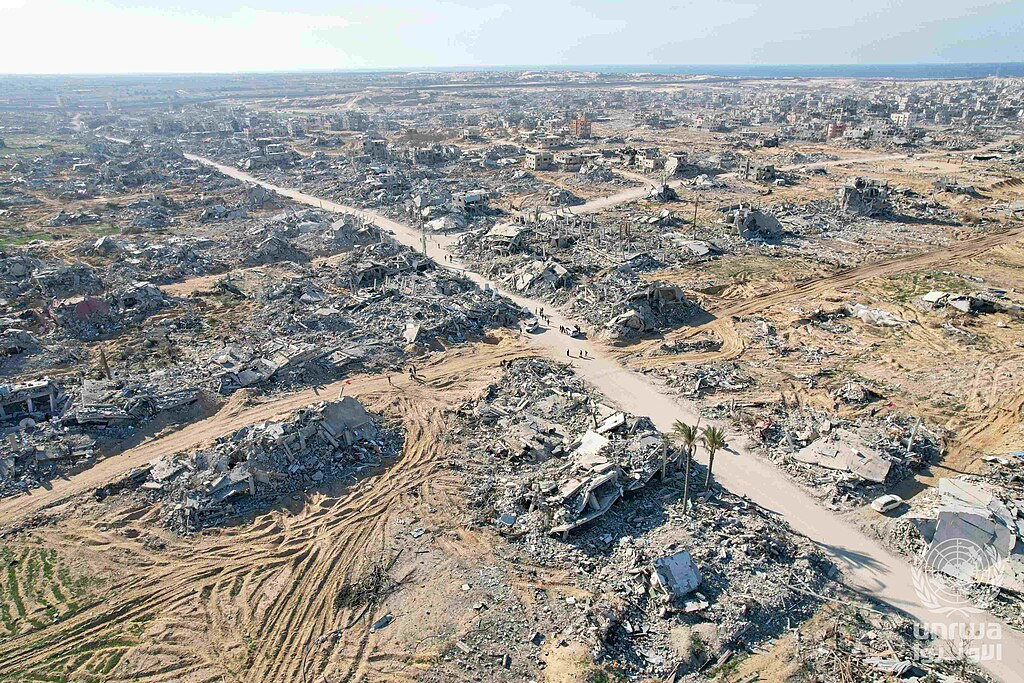
منظر جوي يظهر تدمير رفح في يناير 2025

في اليومين الأولين للحرب، هاجم سلاح الجو الإسرائيلي 1500 هدف في غزة. وذكر موقع واي نت أن نتنياهو طالبهم آنذاك بمعرفة سبب عدم قصفهم 5000 هدف، قائلاً: "لا تهمني الأهداف... اهدموا المنازل، اقصفوا بكل ما لديكم".  وفي الأسبوع الأول للحرب، نفذت قوات الاحتلال الإسرائيلية 6000 غارة جوية في جميع أنحاء غزة، مما أسفر عن مقتل أكثر من 3300 مدني وإصابة أكثر من 12000 شخص.  وقد استهدفت الغارات مواقع محمية بشكل خاص، بما في ذلك المستشفيات، والأسواق، ومخيمات اللاجئين، والمساجد، والمرافق التعليمية، وأحياء بأكملها.  وأكدت مجموعة من المقررين الخاصين التابعين للأمم المتحدة أن الغارات الجوية الإسرائيلية عشوائية وتشكل عقابًا جماعياً. وذكروا أن هذه الغارات الجوية "محظورة تمامًا بموجب القانون الدولي وترقى إلى جريمة حرب". 
خلال غارتين جويتين في 10 و22 أكتوبر 2023، استخدمت قوات الاحتلال الإسرائيلية ذخائر الهجوم المباشر المشترك في هجمات وصفتها منظمة العفو الدولية بأنها "إما هجمات مباشرة على المدنيين" أو "هجمات عشوائية".  وفي 24 أكتوبر، دعا الأمين العام للأمم المتحدة أنطونيو غوتيريش إلى وقف فوري لإطلاق النار، بعد أن صرح بأن إسرائيل ارتكبت "انتهاكات واضحة" للقانون الإنساني الدولي.  وفي 13 نوفمبر 2023، قصفت إسرائيل مقر لجنة إعمار غزة، مما دفع ثلاث دول عربية إلى إدانة الهجوم، ووصفتها الأردن بأنها "جريمة حرب شنيعة تضاف إلى سجل إسرائيل الإجرامي".  وفي 12 يناير 2024، صرح المتحدث باسم مفوضية الأمم المتحدة السامية لحقوق الإنسان بأن هجمات إسرائيل لا تأخذ في الاعتبار مبادئ التمييز والتناسب والاحتياطات، مما يجعل إسرائيل عرضة للمساءلة عن جرائم حرب. 
في فبراير 2024، قصفت قوات الاحتلال الإسرائيلية ودمرت مكتب التطوير التابع للحكومة البلجيكية في غزة.  وردًا على ذلك، استدعت بلجيكا السفير الإسرائيلي وأدانت "تدمير البنية التحتية المدنية" باعتباره انتهاكًا للقانون الدولي.  وفي 6 فبراير، ذكرت الأمم المتحدة أن أي هجوم إسرائيلي على رفح قد يؤدي إلى جرائم حرب. 
في 22 مارس 2024 نشرت قناة الجزيرة مقطع فيديو تم الحصول عليه من طائرة مسيّرة إسرائيلية يُظهر أربعة فلسطينيين عُزّل في خان يونس قُتلوا بغارات جوية إسرائيلية. قُتل اثنان منهم على الفور، وقُتل الآخران أثناء محاولتهما الترنح والزحف بعيداً.  وأفادت قناة الجزيرة بأنه "يتضح من الصور أن هؤلاء الفلسطينيين كانوا عُزّلًا ولم يشكلوا أي تهديد لأي شيء أو لأي شخص".  وقد وَصفت هذه اللقطات المقررة الخاصة للأمم المتحدة فرانشيسكا ألبانيز بأنها جزء من "الكم الهائل من الأدلة" على جرائم الحرب التي ارتكبتها إسرائيل في غزة. ووفقًا لقوات الاحتلال الإسرائيلية، فقد واجهوا مسلحين بملابس مدنية يسترجعون أسلحة كانت مخبأة سابقًا في تلك المنطقة. 
وصفت منظمة العفو الدولية الهجمات الإسرائيلية العشوائية بأنها غير قانونية وانتهاك للقانون الدولي. وقالت الأمينة العامة لمنظمة العفو الدولية، أنياس كالامار، إن "الحصار غير القانوني المستمر منذ 16 عامًا قد جعل غزة أكبر سجن مفتوح في العالم"، ويجب على المجتمع الدولي الآن أن يتحرك لمنع تحولها إلى مقبرة ضخمة.  وأفادت منظمة هيومن رايتس ووتش بأن إسرائيل قد قطعت الاتصالات بشكل كامل وعرّضت الأرواح للخطر في غزة من خلال شن غارات جوية لا هوادة فيها، وإلحاق الضرر بالبنية التحتية الرئيسية للاتصالات، وقطع الكهرباء، وحصار الوقود، والإغلاقات المتعمدة من خلال إجراءات فنية. وقالت ديبورا براون، كبيرة باحثي التكنولوجيا في هيومن رايتس ووتش، إن القطع المتعمد أو تقييد الوصول إلى الإنترنت هو انتهاك لحقوق الإنسان ويمكن أن يكون قاتلًا أثناء الأزمات. إن الانقطاع الكامل للاتصالات، كما هو الحال في غزة، يمكن أن يوفر غطاءً للجرائم والإفلات من العقاب، بينما يقوض كذلك الجهود الإنسانية ويعرض الأرواح للخطر. 
في أعقاب تقارير حول استخدام إسرائيل لأنظمة آلية لاختيار الأهداف، أعرب خبراء في القانون الإنساني الدولي عن قلقهم من روايات أفادت بأن جيش الاحتلال الإسرائيلي أجاز قتل ما يصل إلى 20 مدنيًا غير متورط للقضاء على مسلح واحد، حتى لو كان من ذوي الرتب المنخفضة أو ذا أهمية عسكرية قليلة.  وفي مايو 2024، دعت منظمة العفو الدولية إلى إجراء تحقيقات في جرائم حرب بشأن ثلاث غارات جوية إسرائيلية أسفرت عن مقتل 44 مدنياً.  وفي الشهر نفسه، وفي أعقاب الهجوم على مخيم المواصي للاجئين، صرحت وزيرة الخارجية الفنلندية إيلينا فالتونين بأنه يجب احترام أوامر محكمة العدل الدولية والقانون الإنساني الدولي. 
وفي يونيو 2024، وصف رئيس الأونروا فيليب لازاريني تدمير مقر الأونروا في غزة بأنه "تجاهل صارخ للقانون الإنساني الدولي".  وفي يونيو 2024، أشارت منظمة أطباء بلا حدود إلى أن إسرائيل تنتهك القانون الإنساني الدولي، قائلةً: "لم نعد نستطيع قبول القول بأن إسرائيل تتخذ كافة الاحتياطات".  وحذر الاتحاد الأوروبي إسرائيل في أغسطس 2024 من أن "استهداف البنى التحتية الحيوية المنقذة للحياة يشكل جريمة حرب".  وصرح جيش الاحتلال الإسرائيلي بأنه سيحقق فيما إذا كان هناك انتهاك للقانون الدولي في أعقاب أمر من قادة الجيش بتدمير خزان مياه في رفح. 

### مخيمات اللاجئين

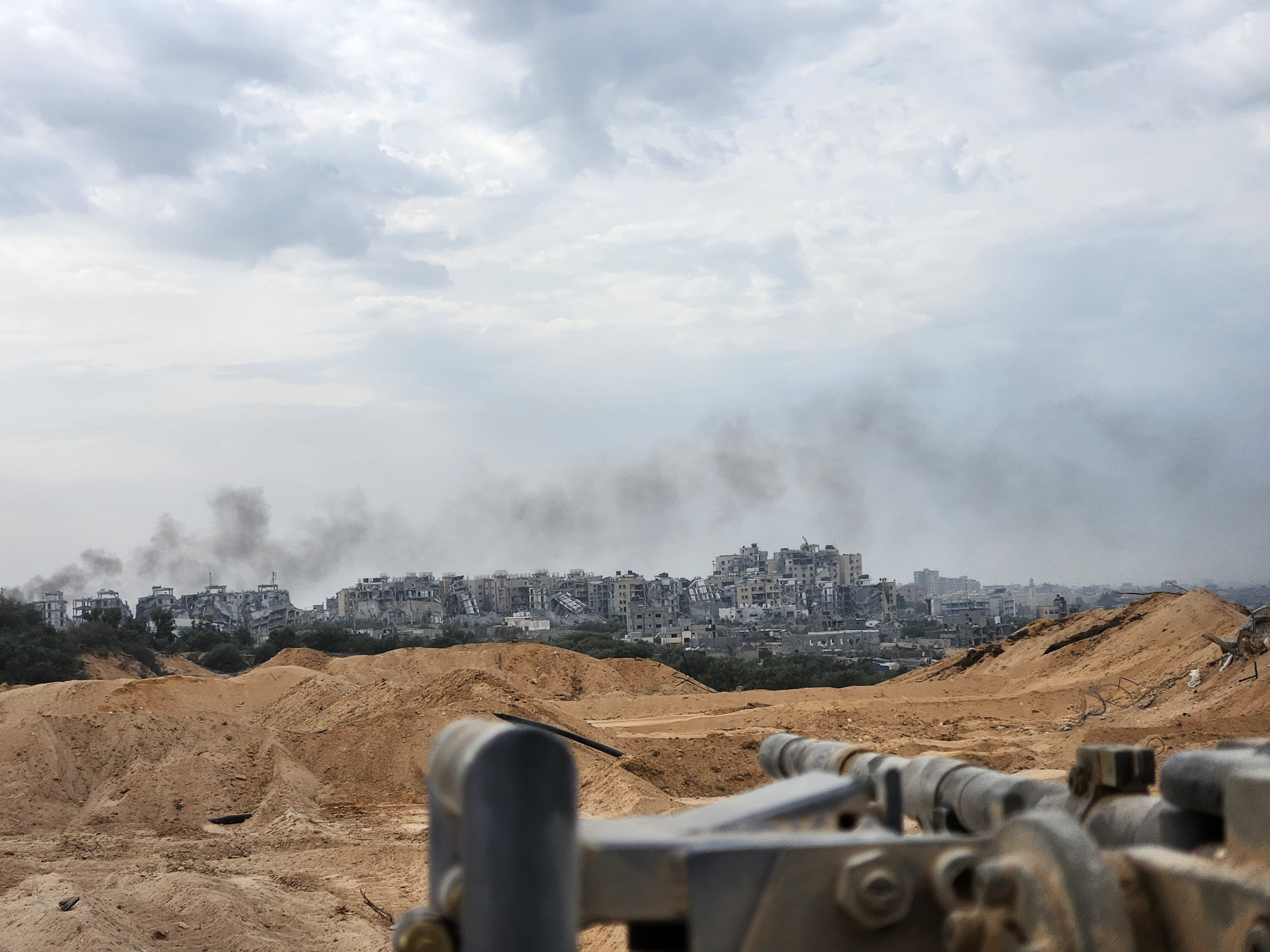
المباني المتضررة في قطاع غزة بتاريخ 12 نوفمبر 2023

في 9 أكتوبر 2023، نفذ جيش الاحتلال الإسرائيلي غارة جوية أسفرت عن سقوط عدد كبير من الضحايا على سوق مخيم جباليا للاجئين.  وأسفر الهجوم عن مقتل أكثر من ستين مدنيًا وإلحاق أضرار جسيمة بالسوق.  ونتيجة للغارات الجوية الإسرائيلية في مناطق أخرى، لجأ نازحون إلى المخيم، مما تسبب في اكتظاظ السوق بالسكان وقت الضربة.  واعتبرت منظمة هيومن رايتس ووتش غارة جوية وقعت في 31 أكتوبر 2023 وأسفرت عن مقتل 106 مدنيين بالقرب من مخيم النصيرات للاجئين، جريمة حرب واضحة.  وفي الأول من نوفمبر، وفي أعقاب غارتين جويتين على مخيم جباليا للاجئين، صرح مكتب الأمم المتحدة لحقوق الإنسان قائلاً: "لدينا مخاوف جدية من أن هذه الهجمات غير متناسبة وقد ترقى إلى جرائم حرب". 
وفي اليوم نفسه، شن جيش الاحتلال الإسرائيلي غارة جوية على مخيم الشاطئ للاجئين المكتظ بالسكان.  وأفادت وسائل إعلام فلسطينية بأن هذه الضربة أسفرت عن سقوط العديد من الضحايا المدنيين وتدمير أربعة مساجد، من بينها مسجد الغربي ومسجد ياسين ومسجد السوسي، والتي تأكد تدميرها جميعًا بواسطة صور الأقمار الصناعية.  ووصفت وزارة الصحة الغارات الجوية على مخيم الشاطئ بأنها "مجزرة بحق حي بأكمله". 
في 24 ديسمبر 2023، قُتل 68 شخصًا في غارة جوية على مخيم المغازي للاجئين. ووفقًا لقناة الجزيرة، فإن الغالبية العظمى من الضحايا كانوا من المدنيين. كما أشارت القناة إلى أن المخيم كان من بين المناطق التي طلب جيش الاحتلال الإسرائيلي سابقًا من سكان غزة الإخلاء إليها. ووصفت حركة حماس الهجوم بأنه "مجزرة" و"جريمة حرب".  وفي وقت لاحق، خلصت إسرائيل إلى أنه تم استخدام ذخائر غير صحيحة في الهجوم وأعربت عن أسفها لإصابة غير المقاتلين بأذى. 

### المدارس والملاجئ
في 17 أكتوبر 2023، أصابت غارة جوية إسرائيلية مدرسة تابعة للأونروا تؤوي 4000 لاجئ في مخيم المغازي للاجئين، مما أسفر عن مقتل ستة أشخاص وإصابة العشرات. ووصف فيليب لازاريني، المفوض العام للأونروا، ذلك بأنه "أمر مشين" وقال إنه يُظهر "استخفافًا صارخًا بحياة المدنيين".  واتهمت الأمم المتحدة إسرائيل بقصف ثلاثة من ملاجئها بشكل مميت في 2 نوفمبر 2023.  وفي 27 ديسمبر 2023، ذكرت الأمم المتحدة أن إسرائيل قتلت 142 موظفًا أمميًا في غزة حتى ذلك الحين.  وفي 12 يناير 2024، صرح المفوض السامي للأمم المتحدة لحقوق الإنسان بأن ما لا يقل عن 319 نازحًا داخليًا قُتلوا وأصيب 1135 آخرون في ملاجئ الأونروا. 
في 24 يناير 2024، اتهمت الأمم المتحدة إسرائيل بإطلاق قذيفتي دبابة على منشأة للاجئين في خان يونس، مما أسفر عن مقتل تسعة أشخاص وإصابة 75 آخرين.  ونفت إسرائيل قصف المنشأة.  ووصف توماس وايت، وهو مسؤول كبير في الأمم المتحدة في غزة، الهجوم بأنه جزء من "فشل مستمر في الالتزام بالمبادئ الأساسية للقانون الإنساني الدولي".  وأفادت وزارة التربية والتعليم الفلسطينية بأن 65 مدرسة تابعة للأمم المتحدة في غزة قد تضررت أو دُمرت، وهو ما وصفه مدير منظمة إنقاذ الطفولة في فلسطين بأنه "أمر يتجاوز حدود المعقول". 
في يونيو 2024، أدانت وزارة الخارجية الأردنية الهجوم على مدرسة السردي، قائلة: "إن هذه الأعمال والجرائم... تتناقض مع كافة القيم الإنسانية والأخلاقية وتمثل جرائم حرب ضد المجتمع الدولي بأسره." وردًا على الهجوم على مدرسة السردي، صرح فيليب لازاريني، المفوض العام للأونروا، بأن مهاجمة مباني الأمم المتحدة تُظهر "استخفافًا صارخًا بالقانون الإنساني الدولي".  وفي أعقاب الهجوم على مدرسة التابعين في أغسطس 2024، وصفته وزارة الخارجية الأردنية بأنه "انتهاك صارخ للقانون الدولي ولكافة القيم الإنسانية"، بينما صرحت الحكومة التركية بأنه "جريمة ضد الإنسانية".  وفي سبتمبر 2024، قتلت غارة جوية إسرائيلية ستة موظفين أمميين في مأوى للنازحين، مما دفع الأمين العام للأمم المتحدة أنطونيو غوتيريش إلى وصفه بأنه "انتهاك جسيم" للقانون الإنساني الدولي. 
وخلصت تحليلات أجرتها شبكات سي إن إن، ونيويورك تايمز، وسكاي نيوز جميعًا إلى أن إسرائيل قصفت مناطق كانت قد طلبت سابقًا من المدنيين الإخلاء إليها.  ووجدت صحيفة نيويورك تايمز أن إسرائيل ألقت قنابل بزنة 2000 رطل في مناطق أُمر المدنيون بالإخلاء إليها.  وذكرت شبكة سي إن إن أنها تحققت من ثلاثة مواقع على الأقل قصفتها إسرائيل بعد أن أبلغت المدنيين بأن التوجه إليها آمن.  ووجد تحقيق أجرته شبكة إن بي سي نيوز أن فلسطينيين قُتلوا في غارات جوية في سبع مناطق كان الجيش قد حددها كمناطق آمنة. 

### أماكن العبادة

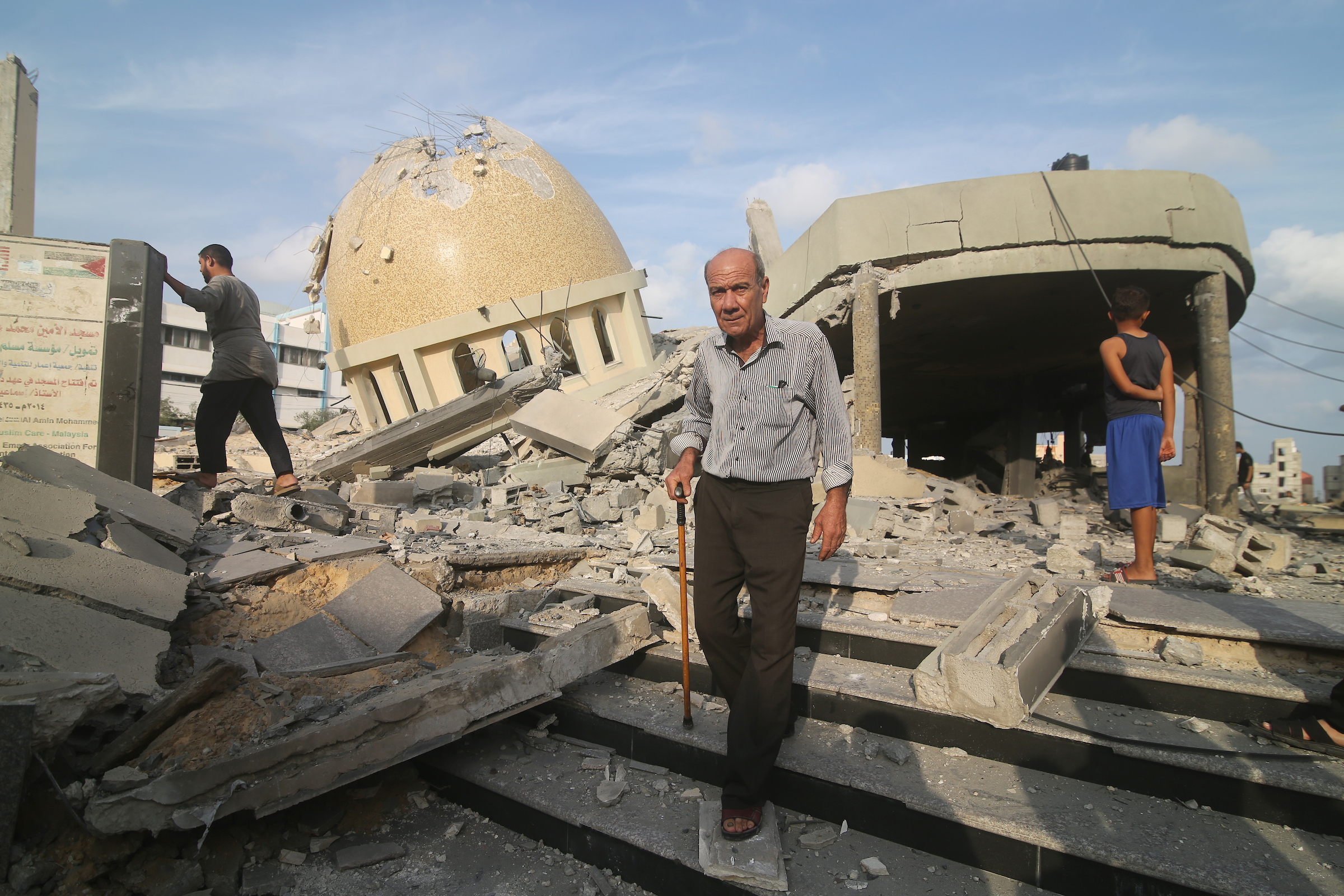
مسجد دمرته غارة جوية إسرائيلية في خان يونس، 8 أكتوبر 2023

بموجب نظام روما الأساسي، يُعتبر استهداف دور العبادة عمدًا في النزاعات غير الدولية جريمة حرب، طالما أنها ليست "مُستخدمة من قبل طرف في النزاع للقيام بأعمال ضارة بالعدو".  في 19 أكتوبر ألحق سلاح الجو الإسرائيلي أضرارًا بكنيسة القديس برفيريوس.  كان مئات المسيحيين والمسلمين يحتمون بالكنيسة وأسفرت الضربة عن مقتل 16 شخصًا.  وأدانت بطريركية الروم الأرثوذكس في القدس الحادثة ووصفتها بأنها "جريمة حرب لا يمكن تجاهلها".  وفي أعقاب تحقيق، ذكرت منظمة العفو الدولية أن الضربة على الكنيسة كانت عشوائية وينبغي التحقيق فيها كجريمة حرب. 
في 16 ديسمبر 2023 ذكرت بطريركية القدس للاتين أن جيش الاحتلال الإسرائيلي قتل امرأتين كانتا تحتميان في كنيسة العائلة المقدسة، قائلةً: "لقد قُتلتا بدم بارد داخل مباني الرعية، حيث لا يوجد مقاتلون".  ووصف البابا فرنسيس الهجوم الإسرائيلي على الكنيسة بأنه إرهاب. 

### المناطق السكنية
قال خبير مستقل تابع للأمم المتحدة إن كلًا من قصف إسرائيل الواسع النطاق للمنازل والمواقع المدنية في غزة، وإطلاق حماس العشوائي للصواريخ، يعدّ "جرائم حرب". وصرح بالاكريشنان راجاغوبال أن الغارات الإسرائيلية قد دمرت أو ألحقت أضرارًا بـ 45% من المنازل في الأراضي الفلسطينية، مما تسبب في "تكلفة باهظة في الأرواح البشرية". وذكر المقرر الخاص للأمم المتحدة أن استهداف المناطق السكنية محظور تمامًا بموجب القانون الدولي. كما صرح بأن الانخراط في أعمال عسكرية مع العلم بأنها ستؤدي إلى التدمير المتعمد للمساكن المدنية والبنية التحتية، مما يجعل مدنًا بأكملها غير صالحة للسكن، يشكل انتهاكًا للقانون الدولي. 
وكشف تحقيق لمجلة +972 أن جيش الاحتلال الإسرائيلي وسّع نطاق التفويض لقصف أهداف غير عسكرية.  وأكد بحث أجراه الدكتور ياجيل ليفي في الجامعة المفتوحة في إسرائيل تقرير مجلة +972، مشيرًا إلى أن إسرائيل "تستهدف عمدًا المجمعات السكنية لإيقاع خسائر جسيمة في صفوف المدنيين". 

### لبنان
في 5 نوفمبر 2023، استهدفت غارة جوية إسرائيلية سيارة بالقرب من عيناتا، لبنان، مما أسفر عن مقتل ثلاثة أطفال وجدّتهم، وإصابة والدتهم. واعترف جيش الاحتلال الإسرائيلي باستهداف المركبة.  وذكرت منظمة هيومن رايتس ووتش أن مقتلهم يجب التحقيق فيه كجريمة حرب واضحة.  ووصف نجيب ميقاتي، رئيس وزراء لبنان المكلف، الهجوم بأنه "جريمة بشعة" وقال إن لبنان سيقدم شكوى إلى مجلس الأمن التابع للأمم المتحدة.  وفي أعقاب غارة جوية إسرائيلية على القنصلية الإيرانية في دمشق، وصفت وزارة الخارجية اللبنانية ذلك بأنه "خرق للقانون الدولي وانتهاك خطير لاتفاقيات فيينا للعلاقات الدبلوماسية والقنصلية".  وقال مكتب الأمم المتحدة لحقوق الإنسان إن الهجوم "انتهك حظر استخدام القوة المسلحة ضد دولة أخرى". 

### المساعدات الإنسانية
تُعد حرب غزة النزاع الأكثر فتكًا بالعاملين في الأمم المتحدة في تاريخ العالم. بحلول مارس 2024، قُتل ما لا يقل عن 196 من عمال الإغاثة التابعين للأمم المتحدة وهوجمت أكثر من 150 منشأة في قطاع غزة.
وفي أعقاب مقتل أحد عمال الإغاثة التابعين لها – وهو خامس عامل إغاثة أمريكي يُقتل في غزة – أصدرت منظمة المعونة الأمريكية للاجئين في الشرق الأدنى (أنيرا) بيانًا جاء فيه: "نطالب بتحقيق مستقل في مقتله، الأمر الذي يهدد قدرة فريقنا على العمل بأمان وتقديم المساعدات للمدنيين الذين يواجهون المجاعة". وفي مارس 2024، قصفت إسرائيل مركزًا لتوزيع المواد الغذائية تابعًا للأمم المتحدة، مما أسفر عن مقتل موظف أممي واحد وإصابة 22 آخرين. وكان هذا المركز أحد آخر مراكز التوزيع المتبقية التابعة للأمم المتحدة، مما دفع منسق الشؤون الإنسانية في المنظمة، مارتن غريفيث، إلى التصريح بأن فرق المساعدات "يجب حمايتها".
وأظهر تحقيق لصحيفة نيويورك تايمز أن ست مجموعات إغاثة غربية تعرضت مواقعها الإنسانية لضربات إسرائيلية، على الرغم من مشاركة مواقعها مع الجيش الإسرائيلي. وفي أبريل 2024، استدعت بلجيكا سفيرها لدى إسرائيل بعد مقتل عامل إغاثة من منظمة "إنابل" البلجيكية للتنمية وابنه في غارة جوية إسرائيلية. وردت وزيرة الخارجية البلجيكية، حجة لحبيب، قائلةً: "إن قصف المناطق والسكان المدنيين يتعارض مع القانون الدولي." ووجد معهد كوينسي أربع عشرة حادثة هاجمت فيها إسرائيل عمال إغاثة إنسانية، على الرغم من تحديد هويتهم كمدنيين. 

#### مجزرة الدقيق
في 29 فبراير 2024، قُتل أكثر من 100 شخص كانوا يبحثون عن المساعدات في مدينة غزة خلال حادثة عُرفت بـ "مجزرة الطحين".  وصرحت نائبة رئيس الوزراء البلجيكي بيترا دي سوتر بأن المجزرة "انتهاك صارخ للقانون الإنساني الدولي".  وصرح جوزيب بوريل بأنها تشكل انتهاكًا خطيرًا للقانون الإنساني الدولي.  ووصفت وزارة الخارجية التركية الهجوم بأنه جريمة ضد الإنسانية.  كما وصفت وزارة الخارجية العمانية الهجوم بأنه انتهاك للقانون الدولي.  وأعلنت منظمة العفو الدولية أنها ستفتح تحقيقًا.  ودعا مكتب الأمم المتحدة لحقوق الإنسان أيضًا إلى إجراء تحقيق، مشيرًا إلى أنه "سجل ما لا يقل عن 14 حادثة تضمنت إطلاق نار وقصفًا لأشخاص تجمعوا لتلقي إمدادات هم في أمس الحاجة إليها". 

#### غارات الطائرات المسيرة على المطبخ المركزي العالمي

سيارة المطبخ المركزي العالمي بعد غارة الجيش الإسرائيلي، أبريل 2024

في الأول من أبريل 2024، أطلقت طائرة مسيرة إسرائيلية ثلاثة صواريخ متتالية على ثلاث سيارات تابعة لمنظمة المطبخ المركزي العالمي، مما أسفر عن مقتل سبعة من عمال الإغاثة كانوا يوزعون الطعام في شمال غزة.  ووصف رئيس منظمة اللاجئين الدولية عمليات القتل بأنها "جزء من نمط واضح" وجريمة حرب.  وصرحت منظمة أطباء بلا حدود بأن عمليات القتل كانت مثالًا على كيف أن "القانون الإنساني الدولي لا يُحترم".  وقالت وزارة الخارجية البولندية: "بولندا تعترض على الاستخفاف بالقانون الإنساني الدولي".  وصرحت وزارة الخارجية القبرصية: "مبادئ القانون الإنساني الدولي مطلقة: يجب دائمًا احترام عمال الإغاثة الإنسانية وحمايتهم".  وصرح بن شاؤول، مقرر الأمم المتحدة الخاص: "قد يكون ذلك بالفعل انتهاكًا للقانون الإنساني الدولي".  وقال خوسيه أندريس، مؤسس منظمة المطبخ المركزي العالمي، إن إسرائيل بحاجة إلى "وقف هذا القتل العشوائي". 

### قصف الرهائن الإسرائيليين
في 10 نوفمبر 2023، أصابت غارة جوية إسرائيلية ثلاثة رهائن هم العريف نيك بايزر، والرقيب رون شيرمان، وإيليا توليدانو، مما أسفر عن مقتلهم عن غير قصد. أجرى جيش الاحتلال الإسرائيلي تحقيقًا، وفي سبتمبر 2024، خلص إلى أن هناك احتمالًا كبيرًا بأن الغارة الجوية هي التي تسببت في وفاتهم. وصرح جيش الاحتلال الإسرائيلي بأنه لم يكن على علم بوجود الرهائن في مجمع الأنفاق المستهدف وقت العملية. 

## الإعدامات بإجراءات موجزة
يشير الإعدام بإجراءات موجزة إلى قتل الأشخاص الذين لا يشاركون بشكل فعّال في الأعمال العدائية، حتى لو كانوا مقاتلين بخلاف ذلك. وهو يشمل قتل الأشخاص غير المسلحين أو المستسلمين أو الجرحى بدلًا من منحهم الحق في محاكمة عادلة.  وفيما يتعلق بعمليات الإعدام بإجراءات موجزة في غزة، صرح وليام شاباس، الأستاذ بجامعة ميدلسكس: "ليس من المهم حقًا إثبات أنهم مدنيون. فالإعدامات بإجراءات موجزة حتى للمقاتلين، وحتى للمحاربين، هي جريمة حرب". 
صرحت مفوضية الأمم المتحدة السامية لحقوق الإنسان في 20 ديسمبر بأنها تلقت ادعاءات بقيام جنود إسرائيليين بإعدام ما لا يقل عن أحد عشر رجلًا غير مسلح بإجراءات موجزة في حي الرمال.  وذكرت قناة الجزيرة أن عدد الذين أُعدموا بإجراءات موجزة بلغ 15 شخصًا خلال مداهمة لإحدى الشقق. وشهدت عائلات الرجال عملية الإعدام.  وذكر المرصد الأورومتوسطي لحقوق الإنسان أنه يعتقد أن هذا جزء من نمط قتل "منهجي". وأضاف أنه "فيما لا يقل عن 13 حالة إعدام ميداني، تحققنا من أنها كانت تعسفية من جانب قوات الاحتلال الإسرائيلي".  وفي 26 ديسمبر 2023، قدم المرصد الأورومتوسطي لحقوق الإنسان ملفًا إلى المحكمة الجنائية الدولية والأمم المتحدة يوثق عشرات حالات الإعدام بإجراءات موجزة نفذتها قوات الاحتلال الإسرائيلي، ودعا إلى إجراء تحقيق. 
في مارس 2024، نُشر مقطع فيديو لجندي إسرائيلي يتباهى بقتل رجل مسن أصم كان يختبئ تحت سريره. وأدان مجلس العلاقات الأمريكية الإسلامية عملية القتل باعتبارها إعدامًا وجريمة حرب.  وصرح جيش الاحتلال الإسرائيلي بأنه سيفتح تحقيقًا في الحادثة. 
ونقلت صحيفة هآرتس عن مسؤولين في وزارة الدفاع قولهم إن جيش الاحتلال الإسرائيلي أنشأ "مناطق قتل" في غزة، حيث يُقتل أي شخص يتجاوز "خطًا غير مرئي".  وقدم جنود إسرائيليون شهادات لمجلة +972 تفيد بأن الجنود مُنحوا تفويضًا لإطلاق النار على المدنيين الفلسطينيين حسب الرغبة. 

### الأطفال
صرّح مارك بيرلماتر وهو طبيب أمريكي يعمل في غزة، بأن القناصة الإسرائيليين كانوا يستهدفون الأطفال عمدًا. وذكر قائلاً: "لا يُصاب أي طفل صغير برصاصتين عن طريق الخطأ على يد أفضل قناص في العالم. وهي طلقات تصيب مركز الهدف بدقة".  في رسالة موجهة إلى الرئيس الأمريكي جو بايدن، ذكرت مجموعة من الأطباء والممرضين الأمريكيين العائدين من غزة، "لقد عالج كل واحد منا بشكل يومي أطفالًا ما قبل سن المراهقة أُصيبوا بالرصاص في الرأس والصدر". 
في أكتوبر 2024، أفادت صحيفة "نيويورك تايمز" بأنها جمعت شهادات من 44 طبيبًا وممرضًا ومسعفًا عالجوا حالات متعددة لأطفال ما قبل سن المراهقة أُصيبوا بطلقات نارية في الرأس أو الصدر في غزة. ورد جيش الاحتلال الإسرائيلي على تجارب هؤلاء العاملين في مجال الرعاية الصحية ببيان لم يؤكد بشكل مباشر ما إذا كانت قد أُجريت تحقيقات في حوادث إطلاق النار على الأطفال أو ما إذا كان أي جنود قد واجهوا إجراءات تأديبية لإطلاقهم النار عليهم.  وردًا على مزاعم بأن التقرير استند إلى "أدلة ملفقة"، أصدرت صحيفة "نيويورك تايمز" بيانًا دافعت فيه عن نزاهة المقال، مؤكدةً أنه خضع لتحرير وتدقيق صارمين، بما في ذلك استشارات مع خبراء واستخدام صور داعمة، اعتبرتها "مروعة للغاية بحيث لا يمكن نشرها".  في مقابلة مع مجلة "مذر جونز"، أوضحت الدكتورة فيروز سيدهوا ظروف وفاة الأطفال، قائلة: "في الحالات التي كان فيها الطفل ينجو لفترة كافية ويكون هناك أفراد من عائلته... لنسألهم عما حدث — كانوا يقولون إن الأطفال كانوا يلعبون فحسب. لم أسمع قط من عائلة أنهم كانوا وسط تبادل لإطلاق النار". 

### المقابر الجماعية
كُشف عن مقبرة جماعية تضم 283 جثة في أبريل 2024 في مجمع ناصر الطبي بخان يونس في مدينة غزة. كما عُثر على مقابر جماعية أخرى تضم عدة مئات من الجثث في باحة مستشفى الشفاء.  وأشارت تقارير إلى أن بعض الجثث عُثر عليها وأيديهم وأرجلهم مقيدة.  وفي أعقاب اكتشاف المقابر الجماعية، دعا مفوض الأمم المتحدة السامي لحقوق الإنسان فولكر تورك إلى إجراء تحقيق مستقل بشأن القتل العمد للمدنيين على يد قوات الاحتلال الإسرائيلية. وصرح بأن "القتل العمد للمدنيين والمحتجزين وغيرهم من العاجزين عن القتال هو جريمة حرب".  ووصف متحدث باسم مفوضية الأمم المتحدة السامية لحقوق الإنسان الاكتشافات قائلاً: "بعضهم كانت أيديهم مقيدة، وهو ما يشير بالطبع إلى انتهاكات خطيرة للقانون الدولي لحقوق الإنسان والقانون الإنساني الدولي، ويجب أن تخضع هذه الحالات لمزيد من التحقيقات".  وصرح وليام شاباس، وهو خبير كندي في القانون الدولي لحقوق الإنسان، بأن المقابر الجماعية "كانت دائمًا مؤشرًا على ارتكاب جرائم حرب". 

### الاغتيالات
في أعقاب اغتيال إسماعيل هنية، أعلنت وزارة الخارجية العراقية أن عملية القتل كانت "انتهاكًا صارخًا للقانون الدولي وتهديدًا للأمن والاستقرار في المنطقة". 

## إساءة معاملة المعتقلين وإذلالهم
وثّقت مقاطع فيديو عديدة ومنتشرة على نطاق واسع ممارسات مهينة بحق معتقلين فلسطينيين. يُظهر أحد هذه المقاطع جنودًا إسرائيليين في الضفة الغربية المحتلة وهم يعتدون بالضرب على معتقلين بعد محاصرتهم، حيث تم تجريد العديد منهم من ملابسهم بالكامل، وتكبيل أيديهم وأرجلهم، وضربهم بأعقاب البنادق والدوس عليهم. وقد وصف المرصد الأورومتوسطي لحقوق الإنسان هذه الأفعال بأنها "انتهاك صارخ للقوانين الدولية المتعلقة بحماية المدنيين". وتُظهر أدلة مرئية أخرى جنودًا إسرائيليين ينقلون فلسطينيين من سجن عوفر، وجميعهم معصوبو الأعين ومجردون من ملابسهم بالكامل. وفي مقطع آخر قام جندي إسرائيلي بتحميله، يظهر فلسطيني معصوب العينين ومقيد اليدين وهو راكع على الأرض، بينما يسخر منه الجندي باللغة العربية قائلًا "صباح الخير يا قحبة"، قبل أن يركله ويبصق عليه بشكل متكرر. وقد صرّح عمر شاكر، مدير مكتب "هيومن رايتس ووتش" في إسرائيل وفلسطين، بأن تعصيب أعين المعتقلين الفلسطينيين وتجريدهم من ملابسهم يرقى إلى جريمة حرب.
وفي 20 ديسمبر 2023، دعت منظمة العفو الدولية إلى إجراء تحقيق في الاعتقالات الجماعية، وحالات الاختفاء القسري، والمعاملة اللاإنسانية، ووفيات المعتقلين الفلسطينيين في السجون الإسرائيلية. وفي فبراير 2024، نشرت هيئة الإذاعة البريطانية (بي بي سي) تقريرًا يفصّل حالات موثقة لجنود إسرائيليين يسيئون معاملة المعتقلين ويهينونهم. ووفقًا لمارك إليس، الخبير في المحاكم الجنائية الدولية، أظهر التقرير انتهاكات محتملة للقوانين المتعلقة بأسرى الحرب. وبعد أن قام جيش الاحتلال الإسرائيلي بفصل جندي احتياط ظهر في أحد المقاطع، أكد السير جيفري نايس، الخبير في جرائم الحرب، أن تحقيقًا أوسع نطاقًا يتجاوز مجرد الفصل هو أمر ضروري.
وفي مارس 2024، ذكرت الأمم المتحدة أن إسرائيل احتجزت وعذّبت موظفين تابعين لها في غزة، وانتزعت منهم اعترافات قسرية. كما كشف تحقيق أجرته منصة بيلنجكات عن مجموعة من الصور ومقاطع الفيديو التي تُظهر جنودًا إسرائيليين وهم يهينون المعتقلين الفلسطينيين، وهو ما اعتبره لوك موفيت، أستاذ جرائم الحرب في جامعة كوينز بلفاست، جرائم حرب محتملة. وأفادت شبكة "سي إن إن" الإخبارية عن وجود قاعدة عسكرية إسرائيلية في صحراء النقب تعمل كمركز اعتقال للفلسطينيين الذين يتعرضون لمعاملة غير إنسانية. وفي يوليو 2024، طالبت منظمة العفو الدولية إسرائيل بإنهاء سياسة الاحتجاز غير المحدود للسجناء الفلسطينيين دون محاكمة، واصفة إياها بأنها "انتهاك صارخ للقانون الدولي".

### العنف الجنسي
في 19 فبراير 2024، أصدرت مجموعة من المقررين الخاصين للأمم المتحدة تقريرًا يطالب بإجراء تحقيق عاجل في الانتهاكات المرتكبة ضد النساء والفتيات الفلسطينيات في غزة والضفة الغربية على أيدي قوات الاحتلال الإسرائيلي. وقدم التقرير أدلة على وقوع حالات اغتصاب ترقى إلى جرائم حرب خلال النزاع في غزة، مفصلًا أشكال المعاملة اللاإنسانية التي تعرضن لها على أيدي جيش الاحتلال الإسرائيلي، بما في ذلك حرمانهن من المستلزمات الأساسية كالفوط الصحية والطعام والدواء. كما وثّق التقرير تعرضهن للاعتداء الجسدي، بما في ذلك الضرب المبرح، والاعتداءات الجنسية، والتهديد بالاغتصاب، وغيرها من أشكال العنف الجنسي. إضافة إلى ذلك، تم تجريد المعتقلات وتفتيشهن على أيدي جنود إسرائيليين ذكور. وفي نفس اليوم، أصدر المفوض السامي للأمم المتحدة لحقوق الإنسان بيانًا صحفيًا ذكر فيه أن قوات الاحتلال الإسرائيلي قامت بتصوير المعتقلات في "ظروف مهينة" ونشرت تلك الصور على الإنترنت. وانتقدت ريم السالم، المقررة الخاصة للأمم المتحدة المعنية بالعنف ضد المرأة، حقيقة أن العنف الجنسي ضد الفلسطينيين غالبًا ما لا يتم الإبلاغ عنه أو التحقيق فيه، وصرّحت بقوة: "الاغتصاب وأشكال العنف الجنسي الأخرى يمكن أن تشكل جرائم حرب، أو جرائم ضد الإنسانية، أو فعلًا مكونًا لجريمة الإبادة الجماعية! يجب أن يتوقف هذا!".
من جانبها، وصفت جمعية "أطباء من أجل حقوق الإنسان" ممارسات الإهانة الجنسية للمعتقلين، بما في ذلك توجيه الشتائم الجنسية والتبول على السجناء. كما ذكرت "جمعية الأسرى الفلسطينيين" أن الرجال تعرضوا لاعتداءات جنسية شديدة، شملت محاولات الاغتصاب والتفتيش العاري المهين.
وفي يونيو 2024، خلص تقرير مفصل وملزم قانونًا، صادر عن بعثة الأمم المتحدة الدائمة لتقصي الحقائق بشأن النزاع الإسرائيلي الفلسطيني، إلى نتيجة حاسمة مفادها أن "تكرار وانتشار وشدة الجرائم الجنسية والقائمة على النوع الاجتماعي المرتكبة ضد الفلسطينيين منذ 7 أكتوبر في جميع أنحاء الأراضي الفلسطينية المحتلة، يشير إلى أن أشكالًا محددة من العنف الجنسي والقائم على النوع الاجتماعي هي جزء من إجراءات التشغيل المتبعة لدى قوات الأمن الإسرائيلية".
في يونيو 2024، كشف تحقيق لصحيفة "نيويورك تايمز" عن تقارير مفصلة تفيد بأن محققين إسرائيليين في معتقل سدي تيمان قاموا بإدخال قضبان معدنية ساخنة في فتحات شرج المعتقلين، مما أدى إلى وفاة أحدهم متأثرًا بجراحه. وقبل ذلك، كشف تحقيق لصحيفة "هآرتس" في أبريل 2024 أن السجناء في سجن النقب (كتسيعوت) كانوا يُجرّدون من ملابسهم ويُهانون بشكل ممنهج، كما تعرضوا للضرب المتعمد في الخصيتين أثناء تفتيشهم وهم عراة بجهاز كشف معادن. وفي أغسطس 2024، ظهر مقطع فيديو من نفس المعتقل يوثق اغتصابًا جماعيًا لأحد السجناء. في غضون ذلك، أُفرج عن إبراهيم سالم، الذي ظهر في إحدى الصور الأولى المسربة من "سدي تيمان"، بعد احتجازه هناك لمدة 52 يومًا دون توجيه أي تهمة له. وقد أدلى سالم بشهادة مروعة عن انتشار التعذيب على نطاق واسع، بما في ذلك على أيدي الكوادر الطبية، بالإضافة إلى استخدام الصعق بالكهرباء أثناء الاستجوابات، والاعتداءات الجنسية، والضرب المستمر، والتجريد القسري من الملابس، والتحرش بالأعضاء التناسلية، ووقوع حالات اغتصاب متكررة ارتكبها جنود وجنديات على حد سواء، طالت حتى الأطفال. وفي إحدى الحالات التي شهدها، تم تقييد سجين في الأربعينيات من عمره وإجباره على الانحناء فوق مكتب بينما قامت مجندة بإدخال أصابعها وأشياء أخرى في فتحة شرجه، وإذا حاول السجين التحرك، يقوم جندي آخر متمركز أمامه بضربه لإجباره على البقاء في تلك الوضعية. ووفقًا لسالم، فإن "معظم السجناء سيخرجون بإصابات في المستقيم بسبب الاعتداء الجنسي". وفي مقابلة مع شبكة "سي إن إن"، ذكر سالم أن الفلسطينيين كانوا يُنقلون "مثل الحيوانات" إلى السجون الإسرائيلية على متن شاحنات، ووصف تعرضه للضرب في أعضائه التناسلية بجهاز كشف معادن، فضلًا عن اغتصابه بعصا. 
أعلنت منظمة إنقاذ الطفولة عن تلقيها تقارير موثوقة تفيد بوقوع عنف جنسي ضد أطفال تم احتجازهم على أيدي جيش الاحتلال الإسرائيلي.
وفي مارس 2025، نشرت لجنة الأمم المتحدة المعنية بحقوق الإنسان تقريرًا حول الانتهاكات الجنسية والقائمة على النوع الاجتماعي التي ترتكبها إسرائيل ضد الشعب الفلسطيني. وخلص التقرير إلى أن الاعتداءات الجنسية على الفلسطينيين "تُرتكب إما بأوامر صريحة أو بتشجيع ضمني من القيادة المدنية والعسكرية العليا في إسرائيل".

## تدمير المواقع الدينية والثقافية والتاريخية

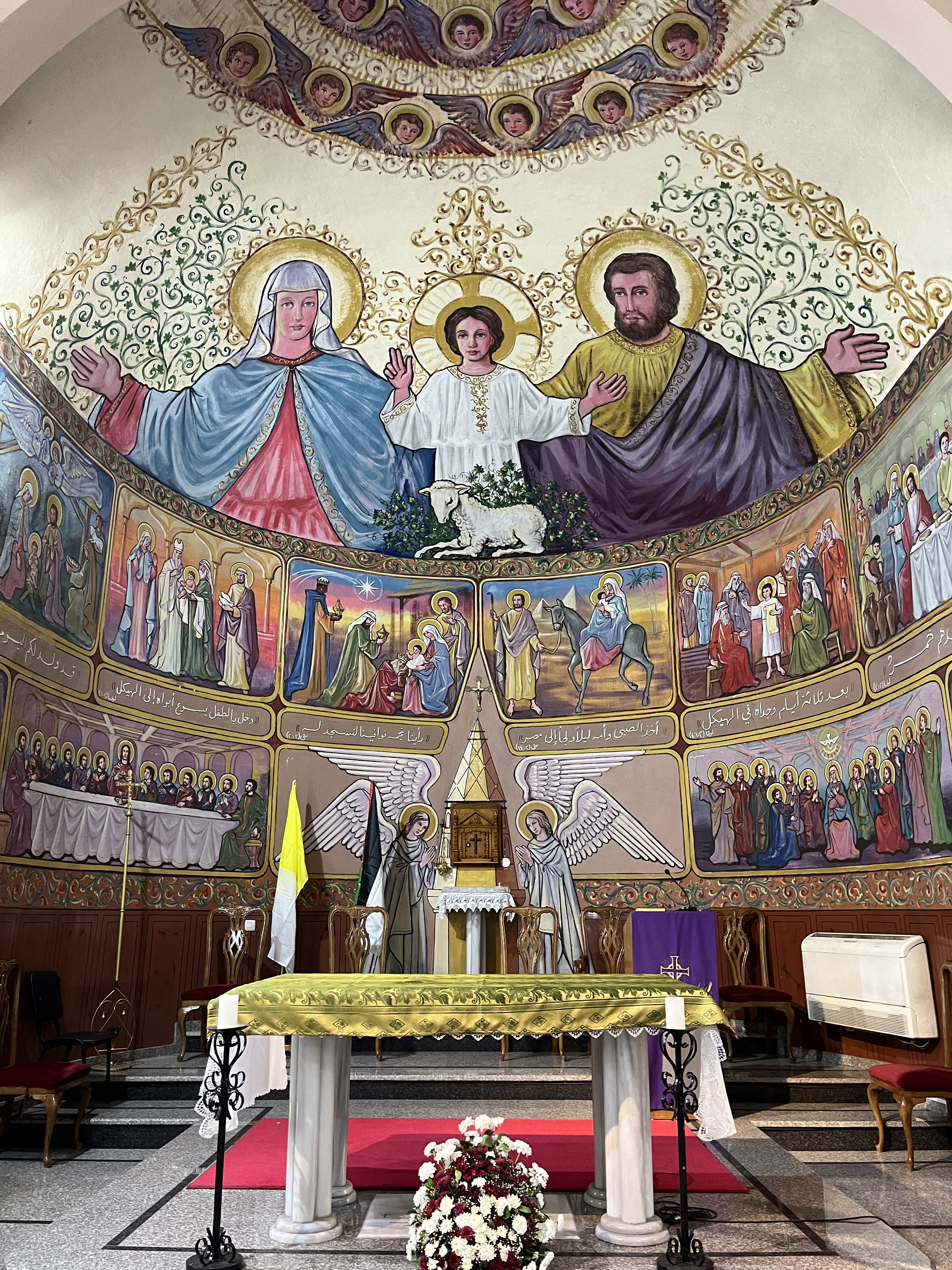
كنيسة العائلة المقدسة، أحد المباني التي دمرتها إسرائيل.

في تقرير صدر في أوائل نوفمبر 2023، أُحصي أكثر من 100 موقع تراث ثقافي مهم ذي أهمية دينية وثقافية وتاريخية كانت إسرائيل قد دمرتها جزئيًا أو كليًا. 
وفي يناير 2024، تحققت هيئة الإذاعة البريطانية (بي بي سي) من 74 حالة تضررت أو دُمرت فيها مواقع دينية، منها 72 مسجدًا وكنيستان. في أكتوبر 2024، قدرت وزارة الأوقاف والشؤون الدينية التابعة للسلطة الفلسطينية في غزة أن 814 مسجدًا وثلاث كنائس دُمرت منذ بدء الحرب، وتضررت 148 مسجدًا أخرى، وتقدر تكاليف الإصلاح بأكثر من 350 مليون دولار.
وكتبت صحيفة ذا نيشن أن تدمير المسجد العمري الكبير على وجه الخصوص، والذي كان بالأصل كنيسة بيزنطية من القرن الخامس، يمثل "جريمة ضد التراث الثقافي. ولكن الأهم من ذلك... أنه جزء من حملة إبادة شاملة... وعنصر متعمد في الحملة الإسرائيلية لمحو جميع آثار الحياة الفلسطينية". 

### تدمير المقابر
ألحقت إسرائيل أضرارًا أو دمرت ما لا يقل عن 19 مقبرة في أنحاء قطاع غزة، وفي بعض الحالات، شقّت طرقًا ترابية عبرها أو أقامت مواقع عسكرية. يُعد التدمير المتعمد للمواقع الدينية دون ضرورة عسكرية جريمة حرب محتملة. وصرحت وزارة الأوقاف والشؤون الدينية في غزة بأن جيش الاحتلال الإسرائيلي أذنب بتدنيس القبور ونبش الجثث وارتكاب أعمال عنف ضد المتوفين، مثل سرقة رفاتهم وتشويهها.
في 21 ديسمبر، دمرت الجرافات مقبرة في حي الساحا شرق غزة. وفي 6 يناير 2024، أعاد فلسطينيون في التفاح دفن جثث بعد أن أفادت التقارير بأن جيش الاحتلال الإسرائيلي نبشها وحطم قبورها. وذكر سكان غزة في خان يونس أن جيش الاحتلال الإسرائيلي داهم مقبرة وأخذ جثثاً. وأفادت التقارير بأن مقبرة خان يونس جُرِفت، وسُحِقت شواهد القبور، وبدت الرفات البشرية للعيان. وصرحت منى حداد، محامية حقوق الإنسان، بأن "ما يحدث... يُعتبر جريمة حرب تتمثل في "ارتكاب انتهاكات بحق الكرامة الشخصية" بموجب نظام روما الأساسي." وفي 27 يناير 2024، رافقت قوات الاحتلال الإسرائيلي قناة سي إن إن إلى غزة في محاولة لتفسير تدمير مقبرة بني سهيلا. ووفقًا للجيش الإسرائيلي، امتد نفق عبر المقبرة، لكن خلال الزيارة التي استغرقت ثلاث ساعات، أخفق القادة الإسرائيليون في إثبات ادعائهم. علاوة على ذلك، لم يسمح جيش الاحتلال الإسرائيلي لسي إن إن برؤية أي مدخل مزعوم للنفق داخل المقبرة، وقدم لاحقًا لقطات بطائرات مسيرة لمدخلي نفقين، وكلاهما يقع خارج المقبرة. بثت سي إن إن لقطات لمواقع مقابر دُمرت تمامًا وحُفرت.
في 3 أكتوبر 2024، قصفت القوات الجوية الإسرائيلية ودمرت مقبرة في حي بشورة بلبنان.

## العقاب الجماعي
يشير العقاب الجماعي إلى معاقبة مجموعة كاملة من الناس على فعل ارتكبه بعض أفرادها. ويستهدف هذا العقاب الأبرياء بجانب أولئك الذين يمكن تحميلهم المسؤولية عن الفعل الذي عُوقب عليه. وفي حرب غزة، يشير هذا إلى معاقبة جميع المدنيين الفلسطينيين في غزة على الجرائم التي ارتكبها عدد من مسلحي حماس. ويُشكل العقاب الجماعي جريمة حرب يحظرها القانون بموجب المعاهدات في النزاعات المسلحة الدولية وغير الدولية على حد سواء. 
ووُصفت عدة إجراءات اتخذها الجيش الإسرائيلي، بما في ذلك حصاره على الكهرباء والغذاء والوقود والمياه، بأنها عقاب جماعي، ومن ثمّ جريمة حرب. واتهم رئيس إسرائيل، إسحاق هرتسوغ، سكان غزة بالمسؤولية الجماعية عن الحرب. وقال رئيس منظمة أطباء بلا حدود الدولية، خريستوس خريستو، إن ملايين المدنيين في غزة واجهوا "عقابًا جماعيًا" بسبب الحصار الإسرائيلي على الوقود والدواء.
في مقابلة مع صحيفة ذا نيو يوركر، لاحظت ساري باشي، الخبيرة في مجال حقوق الإنسان، الفرادَة التاريخية في إقرار المسؤولين الإسرائيليين صراحة بأنهم يمارسون العقاب الجماعي. وفي 18 أكتوبر، صرح الأمين العام للأمم المتحدة أنطونيو غوتيريش بأن هجمات حماس "لا يمكن أن تبرر العقاب الجماعي للشعب الفلسطيني". في 24 أكتوبر، انتقدت منظمة هيومن رايتس ووتش رفض إسرائيل السماح بدخول الوقود أو المياه إلى غزة، واصفةً ذلك بجريمة حرب. في 29 أكتوبر، صرح كريم أحمد خان أن إعاقة إسرائيل للمساعدات إلى غزة قد يشكل جريمة بموجب المحكمة الجنائية الدولية. وفي 7 ديسمبر، صرح خان مجددًا بأن "الإعاقة المتعمدة للإمدادات الإغاثية" قد تشكل جريمة حرب بموجب نظام روما الأساسي. في 20 يناير 2024، أسقط جيش الاحتلال الإسرائيلي منشورات تحمل صور رهائن فوق رفح، مُصرحةً: "هل تريد العودة إلى المنزل؟ يرجى الاتصال إذا تعرفت على أحد منهم." وفي 25 يناير 2024، أفادت وزارة الصحة في غزة أن قوات الاحتلال الإسرائيلي أطلقت النار على عشرين مدنيًا يبحثون عن مساعدات إنسانية في مدينة غزة وقتلتهم.
في 31 يناير 2024، أفادت صحيفة هآرتس أن قادة جيش الاحتلال الإسرائيلي أصدروا أوامر للقوات بحرق وتدمير المباني غير المأهولة في غزة. ووفقًا لمنظمة هيومن رايتس ووتش: "التدمير المفرط وغير القانوني والعشوائي للممتلكات الذي لا تبرره الضرورة العسكرية، هو أيضًا جريمة حرب". وفي 16 أبريل 2024، صرح متحدث باسم مكتب الأمم المتحدة لحقوق الإنسان، أن "إسرائيل تواصل فرض قيود غير قانونية على دخول المساعدات الإنسانية وتوزيعها، وتواصل كذلك تنفيذ تدمير واسع النطاق للبنية التحتية المدنية". ووصف وزير الخارجية الأيرلندي، مايكل مارتن، أفعال إسرائيل بأنها "غير متناسبة بالكامل و... تشكل خرقًا للقانون الإنساني من حيث تدمير غزة".

### الوصول إلى المياه
قطعت إسرائيل إمدادات المياه عن قطاع غزة في إطار حصارها المفروض على القطاع. وتنص المادة 51 من قواعد برلين بشأن الموارد المائية على حظر قيام المقاتلين بإزالة المياه أو البنية التحتية الخاصة بها بقصد إحداث الوفاة أو إجبار السكان على النزوح. وقد وصف الممثل الأعلى للشؤون الخارجية في الاتحاد الأوروبي، جوزيب بوريل، قيام إسرائيل بقطع المياه والكهرباء والغذاء عن غزة بأنه إجراء لا يتفق مع القانون الدولي. في الرابع عشر من أكتوبر، أعلنت وكالة الأونروا أن قطاع غزة لم يعد يحتوي على مياه صالحة للشرب، وأن مليوني إنسان يواجهون خطر الموت بسبب العطش. وفي الخامس عشر من أكتوبر، أعلنت إسرائيل أنها استأنفت تزويد المياه إلى نقطة واحدة في جنوب غزة بغرض "تشجيع" حركة النزوح. غير أن عمال الإغاثة في غزة كذبوا تلك المزاعم المتعلقة بتوافر المياه. وبحلول السادس عشر من أكتوبر، اضطر المدنيون إلى شرب مياه البحر والمياه الملوثة بمياه الصرف الصحي من أجل البقاء على قيد الحياة.
وفي يوليو 2024، نشرت منظمة أوكسفام تقريرًا بعنوان "جرائم حرب المياه"، ذكرت فيه أن إسرائيل "تستخدم المياه بشكل منهجي كسلاح ضد الفلسطينيين"، في انتهاك صارخ للقانون الدولي.

### التجويع
فرضت إسرائيل "حصارًا كاملًا" على غزة في الأيام العشرة الأولى من الحرب، متذرعة بمخاوف أمنية من أن الأسلحة والوقود والذخائر قد تُنقل إلى حركة حماس تحت ستار المساعدات الإنسانية. وفي وقت لاحق، سمحت إسرائيل بتسليم كميات محدودة من المساعدات بعد إخضاعها لفحوصات أمنية. وقد تعرضت القيود الإسرائيلية على تدفق الغذاء والوقود والمياه وغيرها من المساعدات الإنسانية لانتقادات واسعة، حيث اعتبرتها منظمات حقوق الإنسان جريمة حرب، ووصفها خبراء حقوق الإنسان في الأمم المتحدة بأنها "حملة تجويع موجهة".
وفي هذا السياق، كتب توم داننباوم، المدير المشارك لمركز القانون الدولي والحوكمة في كلية فليتشر للقانون والدبلوماسية، أن الأمر الإسرائيلي "يأمر بتجويع المدنيين كوسيلة للحرب، وهو ما يشكل انتهاكًا للقانون الإنساني الدولي وجريمة حرب". وأصدرت منظمة "أوكسفام" بيانًا اتهمت فيه إسرائيل باستخدام التجويع كسلاح حرب، قائلة: "إن القانون الإنساني الدولي يحظر بشكل صارم استخدام التجويع كوسيلة للحرب، وبصفتها قوة احتلال في غزة، فإن إسرائيل ملزمة بتلبية احتياجات سكان غزة وحمايتهم بموجب القانون الإنساني الدولي". وذكرت المنظمة كذلك أن الهجمات على البنية التحتية المدنية كانت جزءًا من جريمة استخدام التجويع كسلاح حرب.
ويكتب الخبيران في القانون العسكري، جيفري كورن وشون واتس، أن الحصار يخضع لنفس قوانين الحرب التي تحكم التكتيكات العسكرية الأخرى، مثل مبدأي التمييز والتناسب. وقد سبق أن كتب واتس أن المادة 23 من اتفاقية جنيف الرابعة "تُلزم أطراف النزاع بالسماح بمرور فئة محدودة من إمدادات الإغاثة للمدنيين... فقط إذا اقتنعت هذه الأطراف بأنه لن ينتج عن ذلك أي ميزة 'للجهود العسكرية أو لاقتصاد العدو'". ولكنه حذر من أنه إذا تم تفسير القانون ليسمح بتجويع المدنيين "العرضي" بشكل يتناسب مع الميزة العسكرية المتوقعة، فإن ذلك "يُقلل من الأثر الإنساني للقاعدة، وربما يوصله إلى نقطة التلاشي".
في مارس 2024، صرّح الممثل الأعلى للسياسة الخارجية في الاتحاد الأوروبي، جوزيب بوريل، بأن إسرائيل تستخدم التجويع كسلاح حرب.  وبالمثل، أكد المفوض السامي للأمم المتحدة لحقوق الإنسان، فولكر تورك، أن "حجم القيود المستمرة التي تفرضها إسرائيل على دخول المساعدات إلى غزة، بالإضافة إلى الطريقة التي تواصل بها شن الأعمال العدائية، قد يرقى إلى استخدام التجويع كوسيلة للحرب، وهو ما يُعد جريمة حرب".
وذكرت منظمة "هيومن رايتس ووتش" أن إسرائيل ترتكب جريمة حرب باستخدامها التجويع كوسيلة للحرب. ووصف الخبير في شؤون المجاعات، أليكس دي وال، الوضع بأنه أسوأ مجاعة من صنع الإنسان خلال 75 عامًا. وفي تحليل قانوني أكثر حدة، صرّح لويس مورينو أوكامبو، المدعي العام السابق للمحكمة الجنائية الدولية، بأن "وقف المساعدات بهدف تدمير الحياة المدنية — وبنية تدمير مجتمع تاريخي — هو إبادة جماعية". وفي أبريل 2024، أكد مكتب الأمم المتحدة لحقوق الإنسان أن إسرائيل تفرض "قيودًا غير قانونية" على المساعدات الإنسانية.
وقد وصف المرصد الأورومتوسطي لحقوق الإنسان الوضع بأنه حرب تجويع ممنهجة ضد المدنيين في قطاع غزة. وأشار المرصد إلى أن الظروف المعيشية وصلت إلى مستويات كارثية بسبب قطع إسرائيل جميع إمدادات الغذاء عن النصف الشمالي من القطاع، وقصف وتدمير المصانع والمخابز ومخازن الأغذية ومحطات المياه والخزانات في جميع أنحائه. وأضاف المرصد أن إسرائيل ركزت هجماتها عمدًا على استهداف مولدات الكهرباء ووحدات الطاقة الشمسية، التي تعتمد عليها المرافق التجارية والمطاعم للحفاظ على الحد الأدنى من العمل. كما استهدفت إسرائيل المناطق الزراعية شرق غزة، ومخازن الدقيق، وقوارب الصيادين، بالإضافة إلى مراكز منظمات الإغاثة، بما في ذلك تلك التابعة للأونروا. ونتيجة لذلك، عانى أكثر من 90% من أطفال غزة من مشاكل صحية متفاوتة، شملت سوء التغذية، وفقر الدم، وضعف المناعة. وأفادت التقارير كذلك بأن قناصة إسرائيليين استهدفوا أشخاصًا كانوا ينتظرون وصول المساعدات الإنسانية.
في إطار تدابيرها المؤقتة، أمرت محكمة العدل الدولية إسرائيل بضرورة تسهيل تدفق المساعدات وتخفيف المعاناة الإنسانية في غزة. وفي حكمها المؤقت الصادر في مارس 2024، أكدت المحكمة على خطورة الوضع قائلة: "تلاحظ المحكمة أن الفلسطينيين في غزة لم يعودوا يواجهون مجرد خطر المجاعة (...) بل إن المجاعة بدأت تترسخ بالفعل".
تشكو منظمات الإغاثة باستمرار من مستوى المساعدات الإنسانية التي تصل إلى غزة، وتُرجع ذلك إلى ظروف الحرب القاسية، وعمليات التفتيش الإسرائيلية الصارمة، والقيود المفروضة على عدد المعابر المفتوحة. في المقابل، تقول إسرائيل إن هذه القيود ضرورية لضمان عدم وصول الأسلحة والإمدادات إلى أيدي حركة حماس.
وعلى الرغم من المبررات الإسرائيلية، أكدت ثلاثة تقارير أمريكية — مذكرة مسربة لوزارة الخارجية، وتقييم داخلي للوكالة الأمريكية للتنمية الدولية (USAID)، وتقرير من فرقة عمل مستقلة مكلفة بمتابعة تطبيق مذكرة الأمن القومي رقم 20 — أن منع إسرائيل للمساعدات الإنسانية قد يستدعي تفعيل الشرط القانوني لوقف المساعدات العسكرية الأمريكية. وكشف تقرير صادر عن منظمة "ريفيوجيز إنترناشيونال" أن السلطات الإسرائيلية "أقامت عقبات غير ضرورية، وعقّدت العمليات اللوجستية، وفرضت نظام تدقيق لا يمكن التنبؤ به، مما جعل آلية التفتيش مرهقة للغاية بطبقاتها المتعددة من البيروقراطية والتفتيش وساعات العمل المحدودة".
وفي سياق تاريخي، كتب البروفيسور الإسرائيلي نيف غوردون عن سياسة إسرائيل طويلة الأمد في تقييد وصول الغذاء إلى قطاع غزة، واصفًا إياها بأنها تهدف إلى "التحكم في السكان وإدارتهم من خلال انعدام الأمن الغذائي". وقد ذهبت الأمم المتحدة ومنظمة "هيومن رايتس ووتش" إلى ما هو أبعد من ذلك، حيث أكدتا أن الحكومة الإسرائيلية تستخدم تجويع المدنيين كوسيلة للحرب في قطاع غزة، وهو ما يُعد جريمة حرب.

### تدمير المحاصيل
بحلول صيف عام 2024، كان أكثر من 60% من الأراضي الزراعية في غزة قد دُمرت.  ويُعد تدمير المحاصيل جريمة حرب بموجب المادة 54 من اتفاقيات جنيف. وبحلول نوفمبر 2024، تفاقم الوضع بشكل كبير، حيث تضرر أكثر من 70% من الأراضي الزراعية وقُتلت أكثر من 90% من الماشية. وشمل الدمار أيضًا البنية التحتية الزراعية، حيث تضرر 52.5% من الآبار الزراعية و44.3% من البيوت الزجاجية (الدفيئات).

### انتهاكات الحياد الطبي

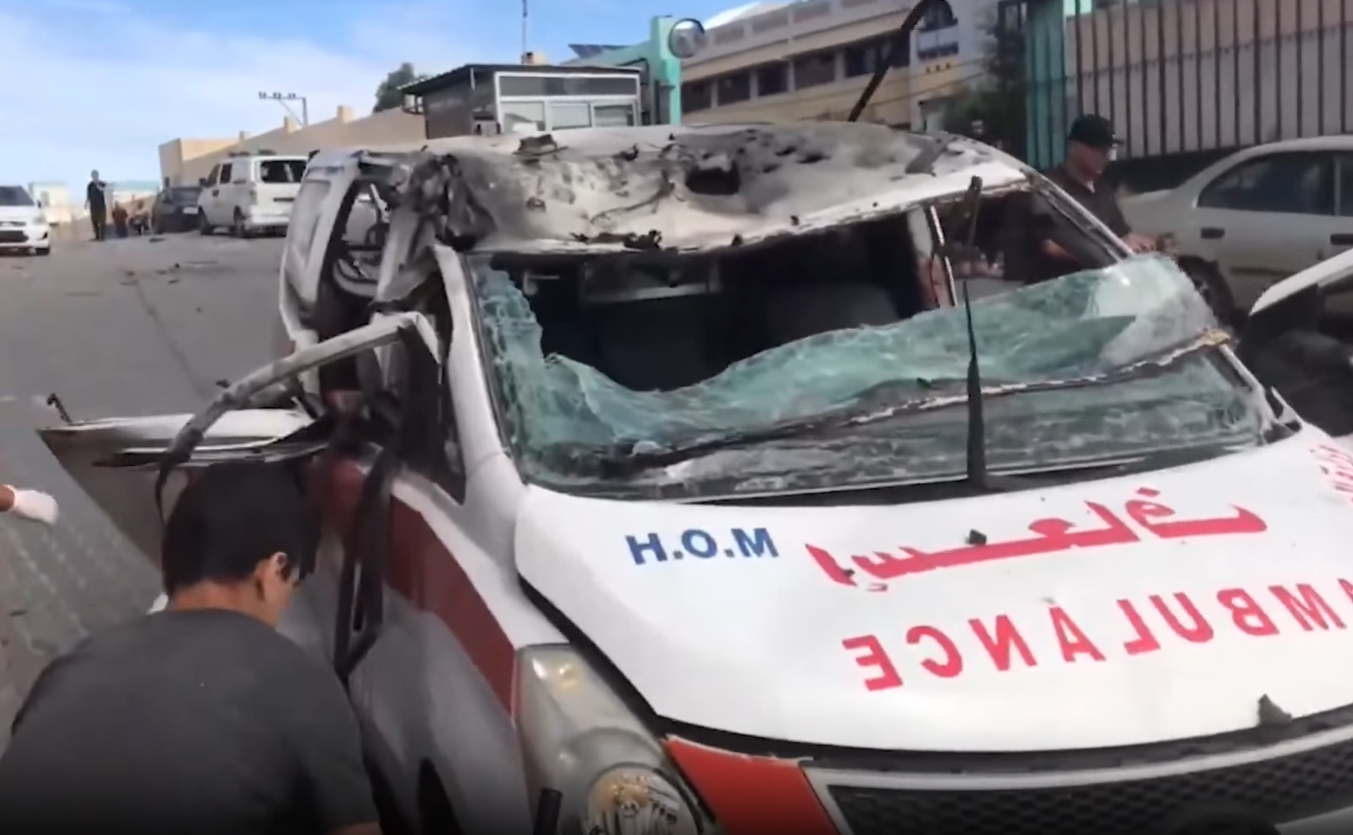
سيارة إسعاف تابعة لجمعية الهلال الأحمر الفلسطيني دمرتها غارة جوية إسرائيلية

وُجهت إلى إسرائيل اتهامات بانتهاك مبدأ الحياد الطبي، وهو ما يُعد جريمة حرب بموجب اتفاقيات جنيف التي تمنح المستشفيات حماية خاصة بموجب القانون الإنساني الدولي. وقد نُفذت هذه الهجمات بطريقة وصفتها منظمات الإغاثة والهيئات الدولية بشكل متزايد بأنها "منهجية". ووفقًا لمسؤولين في غزة، استهدف جيش الاحتلال الإسرائيلي عمدًا سيارات الإسعاف والمرافق الصحية بغارات جوية. وفي بيان له، طالب الهلال الأحمر الفلسطيني "بالمحاسبة على جريمة الحرب هذه". كما أعلن كل من الاتحاد الدولي لجمعيات الصليب الأحمر والهلال الأحمر، والأونروا، وأطباء بلا حدود عن مقتل أفراد من طواقمهم الطبية. وفي 14 أكتوبر، صرحت منظمة الصحة العالمية بأن قتل العاملين في الرعاية الصحية وتدمير المرافق "يحرم المدنيين من الحق الإنساني الأساسي في الحصول على الرعاية المنقذة للحياة" وهو محظور بموجب القانون الإنساني الدولي. وبحلول 17 أكتوبر، ذكرت المنظمة أن 51 مرفقًا صحيًا قد تعرض للهجوم من قبل إسرائيل، ليرتفع هذا العدد بحلول 4 نوفمبر إلى 105 مرافق طبية استُهدفت عمدًا، وفقًا لوزارة الصحة في غزة.
وفي 21 أكتوبر، أشارت وزارة الصحة إلى أن إسرائيل هاجمت 69 مرفقًا صحيًا، ودمرت 24 سيارة إسعاف، وأخرجت 7 مستشفيات عن الخدمة، وقتلت 37 من الكوادر الطبية. واتهمت جمعية الهلال الأحمر الفلسطيني إسرائيل "بتعمد" شن غارات جوية "مباشرة في محيط" مستشفى القدس، ثاني أكبر مستشفى في غزة، بهدف إجبار إدارته على إخلاء المنشأة. وقد أكدت منظمة الصحة العالمية استحالة إخلاء المستشفى، بينما أفادت شبكة "سي إن إن" بأنه حتى أولئك الذين نزحوا جنوبًا لم يكونوا في مأمن. وفي 30 أكتوبر 2023، تعرض مستشفى الصداقة التركي الفلسطيني، الواقع في جنوب غزة، لـ"ضربة مباشرة"، مما تسبب في أضرار وإصابات.
في 3 نوفمبر، استهدفت غارة جوية إسرائيلية قافلة سيارات إسعاف كانت تغادر مجمع الشفاء الطبي، وهي تقل، وفقًا لمتحدث باسم وزارة الصحة الفلسطينية، ما بين 15 و20 مريضًا في حالة حرجة.  وقد أقر جيش الاحتلال الإسرائيلي بالضربة، مدعيًا أن إحدى سيارات الإسعاف كانت تستخدمها "خلية إرهابية تابعة لحماس" وكانت قريبة من موقع قواته. وردًا على هذا التبرير، أشار يانيس فاروفاكيس إلى أنه "حتى لو كانت سيارة الإسعاف تقل قياديًا في حماس، فإن قصفها ينتهك اتفاقية جنيف". كما أعرب الأمين العام للأمم المتحدة أنطونيو غوتيريش عن "صدمته" من الهجوم. وكانت إسرائيل قد نشرت في الأسابيع السابقة مقطع فيديو متحركًا يزعم وجود مركز قيادة عسكري سري تحت مستشفى الشفاء، وهو ما نفته حركة حماس بشدة، معتبرة أن إسرائيل تستخدم أدلة "مفبركة" للتمهيد لضربة عسكرية على المستشفى. وتجدر الإشارة إلى أن قوانين الحرب توفر حماية محدودة للمرافق الطبية المستخدمة في أعمال عدائية، حيث تفقد المستشفيات حمايتها الخاصة فقط بعد توجيه تحذير مسبق ومنح مهلة زمنية معقولة. وقد ذكرت منظمة "هيومن رايتس ووتش" أن الضربات كانت غير قانونية على ما يبدو ويجب التحقيق فيها كجريمة حرب محتملة.
وخلال حصار مدينة غزة، أفادت التقارير بأن قناصين إسرائيليين أطلقوا النار على وحدة العناية المركزة في مستشفى القدس، مما أسفر عن مقتل شخص وإصابة 28 آخرين. كما أفاد أطباء في مستشفى الشفاء بأن قناصين تمركزوا على أطراف المجمع كانوا يطلقون النار على "أي شيء يتحرك". وصرح فابريزيو كاربوني، المدير الإقليمي للجنة الدولية للصليب الأحمر، بأن هجمات إسرائيل على مستشفى الشفاء لا يمكن أن تستمر، مشددًا على ضرورة "حماية المرضى وموظفي المستشفى بما يتماشى مع قوانين الحرب". وعقب حصار مجمع الشفاء، أكدت "هيومن رايتس ووتش" أن تصرفات إسرائيل ضد المستشفيات يجب التحقيق فيها كجرائم حرب. ووصفت جينيفر كاسيدي، الخبيرة القانونية في جامعة أكسفورد، حصار إسرائيل لمستشفى الشفاء بأنه جريمة حرب "بكل بساطة". وعقب هجوم إسرائيلي على المستشفى الإندونيسي، وصفه وزير الخارجية الإندونيسي بأنه انتهاك واضح للقانون الإنساني الدولي.

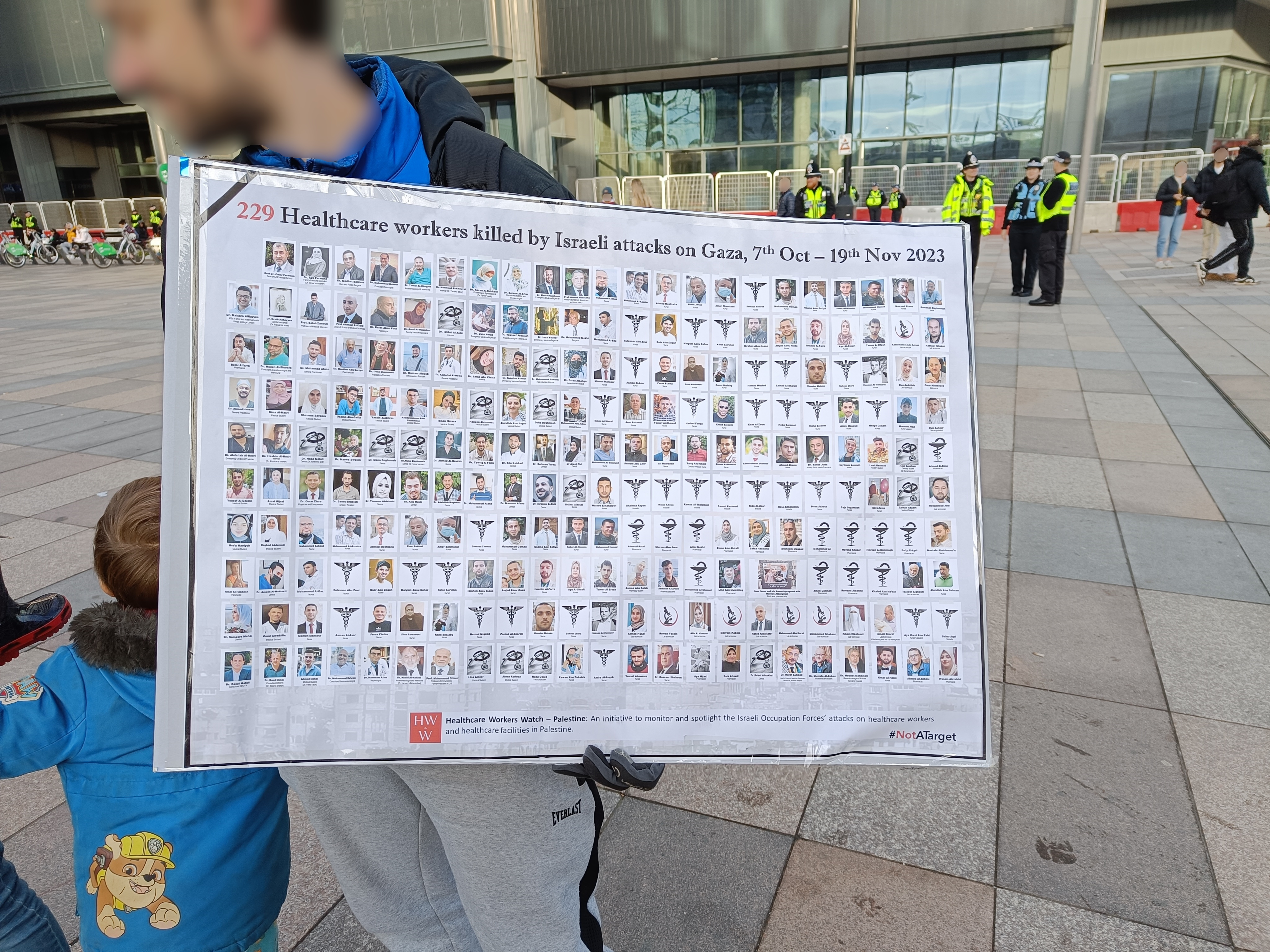
صورة لعمال الرعاية الصحية الفلسطينيون الذين قتلوا خلال القتال في غزة، 25 نوفمبر 2023.

في 18 نوفمبر 2023، قُتل شخصان أثناء سفرهما في قافلة إجلاء تابعة لمنظمة "أطباء بلا حدود" في مدينة غزة، والتي كانت تحمل علامات واضحة تميزها. ووصفت المنظمة هذا الحادث بأنه "هجوم متعمد". وفي 16 ديسمبر، دعا المرصد الأورومتوسطي لحقوق الإنسان إلى إجراء تحقيق دولي في جرائم حرب إسرائيلية محتملة في مستشفى كمال عدوان. وفي 17 يناير 2024، ألحقت نيران إسرائيلية أضرارًا بالمستشفى الميداني الأردني، مما دفع الجيش الأردني إلى وصف الحادث بأنه "انتهاك صارخ للقانون الدولي"، ليعود ويؤكد في 19 يناير أن إسرائيل استهدفت المستشفى "عمدًا". وبحلول 24 يناير، صرحت منظمة الصحة العالمية أنها سجلت 660 هجومًا إسرائيليًا على مرافق الرعاية الصحية، واصفة إياها بأنها "انتهاك صارخ للقانون الإنساني الدولي". وفي 31 يناير، ذكرت منظمة "أطباء بلا حدود" أن إسرائيل شنت "هجمات منهجية على المرافق الصحية"، وهو ما وصفته بأنه أمر غير مسبوق بالنسبة للمنظمة.
في 8 فبراير 2024، اتهم الهلال الأحمر الفلسطيني جيش الاحتلال الإسرائيلي بالقتل العمد لأحد مسعفيه. وفي 11 فبراير، اتهم الهلال الأحمر جيش الاحتلال الإسرائيلي مجددًا باستهداف وقتل اثنين من مسعفيه عمدًا، واللذين كانا قد أُرسلا لإنقاذ الطفلة هند رجب، واصفًا عملية القتل بأنها جريمة حرب. وعقب هجوم إسرائيلي على مستشفى شهداء الأقصى في 31 مارس 2024، صرح المدير العام لمنظمة الصحة العالمية، تيدروس أدهانوم غيبريسوس: "يجب أن تتوقف الهجمات المستمرة وعسكرة المستشفيات. يجب احترام القانون الإنساني الدولي".
وفي مايو 2024، أكد الهلال الأحمر الفلسطيني أن هجومًا إسرائيليًا على سيارات إسعاف تابعة له بالقرب من رفح كان جريمة حرب،¹ لتعقب منظمة الصحة العالمية على الحادث بالتأكيد على أن "العاملين في مجال الصحة محميون بموجب القانون الإنساني الدولي". وفي يونيو 2024، ناقش مكتب الأمم المتحدة لحقوق الإنسان مقتل العاملين الصحيين في غزة، مشيرًا إلى أن "عمليات القتل هذه حدثت على خلفية هجمات منهجية على المستشفيات والمرافق الطبية، في انتهاك لقوانين الحرب". وفي يوليو 2024، ذكرت الحكومة التركية أن الصور التي تُظهر استخدام إسرائيل لمستشفى الصداقة التركي الفلسطيني كقاعدة عسكرية تشير إلى انتهاكات للقانون الإنساني الدولي، وهددت برفع دعوى قضائية ضد إسرائيل.
وفي أكتوبر 2024، اتهم تحقيق للأمم المتحدة إسرائيل "بارتكاب جرائم حرب وجريمة الإبادة من خلال هجمات لا هوادة فيها ومتعمدة على الكوادر الطبية والمرافق". كما اتهم التحقيق جيش الاحتلال الإسرائيلي بالقتل والتعذيب العمد للكوادر الطبية، واستهداف المركبات الطبية، وتقييد خروج المرضى من غزة للعلاج. وذكرت رئيسة الفريق المعين من قبل مجلس حقوق الإنسان التابع للأمم المتحدة، نافانيثيم بيلاي، أن تدمير إسرائيل واستهدافها للمنظومة الصحية كان جزءًا من سياسة إسرائيلية تهدف إلى تدمير نظام الرعاية الصحية في غزة.

#### الهجمات على قافلة المساعدات الإنسانية في رفح
في مارس 2025، أفادت الأمم المتحدة بأن قوات الاحتلال الإسرائيلي قتلت 15 عامل إغاثة فلسطينيًا في جنوب غزة ودفنتهم في مقبرة جماعية. وبدأت فصول الحادثة في 23 مارس، عندما أعلنت جمعية الهلال الأحمر الفلسطيني أنها فقدت الاتصال بإحدى سيارات الإسعاف التي أُرسلت إلى موقع غارة جوية إسرائيلية، لتفقد لاحقًا أثر قافلة إغاثة أُرسلت للبحث عن الطاقم الأول. وادعى جيش الاحتلال الإسرائيلي أنه أطلق النار على "مركبات مشبوهة" كانت تسير بدون أضواء. إلا أن هذا الادعاء يتعارض مع مقطع فيديو التقطه أحد الضحايا، والذي أظهر سيارات إسعاف تحمل علامات واضحة وتسير بأضواء أمامية وأضواء طوارئ وامضة. وذكرت الأمم المتحدة أنها مُنعت من الوصول إلى موقع الحادث لعدة أيام. وفي 29 مارس، عُثر على إحدى الجثث، لتُستعاد في اليوم التالي 14 جثة أخرى كانت مدفونة بجانب مركبات الطوارئ الخاصة بها. ووفقًا لشهود عيان، وُجدت بعض الجثث مقيدة الأيدي أو الأرجل، وبدت عليها آثار طلقات نارية في الرأس. وقال متحدث باسم مكتب الأمم المتحدة لتنسيق الشؤون الإنسانية (أوتشا): "تشير المعلومات المتاحة إلى أن الفريق الأول قُتل على يد قوات الاحتلال الإسرائيلي في 23 مارس، وأن أطقم الطوارئ والإغاثة الأخرى تعرضت للقصف واحدًا تلو الآخر على مدى عدة ساعات بينما كانوا يبحثون عن زملائهم المفقودين". بدورها، صرحت وزارة الصحة في غزة: "لقد أُعدموا، بعضهم مكبل الأيدي وبه جروح في الرأس والصدر. وقد دُفنوا في حفرة عميقة لمنع التعرف على هوياتهم".

### الوضع المحمي
تزعم إسرائيل أن المرافق الطبية تُستخدم لتخزين الأسلحة وكنقاط انطلاق لإطلاق النار، وأن الحماية الخاصة للمستشفيات تُفقد في هذه الحالة. ومع ذلك، لم يقدم جيش الاحتلال الإسرائيلي أدلة دامغة تدعم هذه المزاعم، كما أن إسرائيل لا تملك صلاحية تقرير ما إذا كان مستشفى ما قد فقد وضعه المحمي بشكل أحادي. ووفقًا للمدعي العام للمحكمة الجنائية الدولية، كريم خان، فإن عتبة الإثبات بأن مستشفى أو مدرسة أو مكان عبادة يُستخدم لأغراض عسكرية هي "عالية جدًا"، ويقع عبء الإثبات في هذه الحالة على عاتق الجانب الإسرائيلي.
وذكرت جيسيكا وولفينديل، الخبيرة في الأخلاقيات العسكرية في جامعة كيس وسترن ريسرف، أنه حتى لو تمكنت إسرائيل من إثبات أن مستشفى الشفاء كان يخفي عملية عسكرية، فإن القانون الدولي يظل ساري المفعول، حيث "يجب اتخاذ خطوات لحماية الأبرياء". ويبقى الهجوم على مستشفى غير قانوني بموجب القانون الدولي إذا كان الضرر الذي يلحق بالمدنيين غير متناسب مع الهدف العسكري المنشود.
وفي هذا السياق، صرح أردي إمسيس، خبير القانون الدولي في جامعة كوينز: "حتى يقدم الإسرائيليون دليلًا على تحويله إلى هدف عسكري، فإن الطبيعة المدنية للهدف لا تتغير". وأكدت منظمة "هيومن رايتس ووتش" أن "الحكومة الإسرائيلية لم تقدم أي دليل يبرر تجريد المستشفيات من حمايتها الخاصة". كما صرحت المفوضية السامية للأمم المتحدة لحقوق الإنسان: "حتى لو ادعت إسرائيل أن مرفقًا طبيًا قد فقد حمايته... يجب عليها مع ذلك الامتثال لمبدأي اتخاذ الاحتياطات والتناسب".

## استهداف الصحفيين

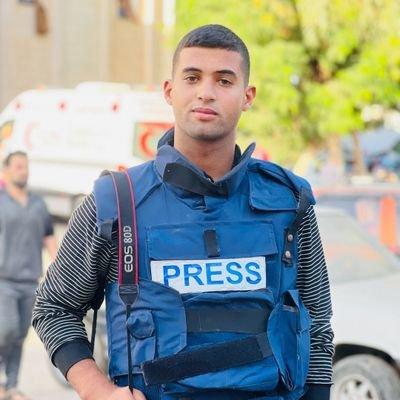
اغتالت إسرائيل حسام شبات، مراسل شبكة الجزيرة الإعلامية في غزة، في 24 مارس 2025.

في 1 نوفمبر 2023، طالبت منظمة مراسلون بلا حدود المحكمة الجنائية الدولية بفتح تحقيق عاجل في جرائم حرب محتملة تتعلق بمقتل تسعة صحفيين. وأشارت المنظمة إلى أنه من بين 41 صحفيًا قُتلوا في الشهر الأول من النزاع، كان 36 منهم صحفيين فلسطينيين لقوا حتفهم في غارات إسرائيلية على قطاع غزة.
من جانبها، دعت جودي جينسبرغ، رئيسة لجنة حماية الصحفيين، إلى إجراء تحقيق من قبل المحكمة الجنائية الدولية في مقتل الصحفيين في غزة، مشيرةً إلى أن عمليات القتل "تبدو أنها كانت مستهدفة". وفي 27 يناير 2024، وجّه الاتحاد الدولي للصحفيين رسالة مفتوحة إلى بنيامين نتنياهو ويوآف غالانت، محذرًا بأنه سيلجأ إلى المحكمة إذا لم تمتثل إسرائيل لقرار محكمة العدل الدولية الذي يأمرها بتجنب استهداف الصحفيين. وفي فبراير 2024، صرّح نائب مدير الاتحاد الدولي للصحفيين قائلاً: "يبدو أن هناك حملة ممنهجة لقتل الصحفيين في غزة وترهيبهم وتشويههم".
في 13 فبراير 2024، أعلنت شبكة الجزيرة أن إسرائيل هاجمت اثنين من صحفييها في غزة، ووصفت ذلك بأنه "جريمة متكاملة الأركان تُضاف إلى سجل جرائم إسرائيل بحق الصحفيين، وحلقة جديدة في مسلسل الاستهداف المتعمد لصحفيي الجزيرة". وفي هذا السياق، أكد ممثل عن منظمة "ميديا ديفنس" أن "الصحفيين هم مدنيون، وبالتالي يتمتعون بكافة أشكال الحماية التي يجب أن تُمنح للمدنيين في أوقات النزاع". وصرّح مدير المعهد الدولي للصحافة قائلاً: "نحن نرى الصحفيين يُستهدفون بوضوح... منظمتنا تراقب حرية الصحافة منذ ما يقرب من 75 عامًا، وهذا هو أسوأ هجوم نشهده على الصحفيين في أي نزاع على الإطلاق".
وعقب مقتل مصورها سامر أبو دقة على يد قوات الاحتلال الإسرائيلي، أعلنت شبكة الجزيرة عزمها إحالة الحادث إلى المحكمة الجنائية الدولية. وفي يونيو 2024، أشار تحقيق أجرته منظمة قصص محرّمة بشأن مقتل الصحفيين على يد إسرائيل إلى أن بعض عمليات القتل كانت متعمدة. وخلص التحقيق نفسه إلى أن الدبابات الإسرائيلية كانت على الأرجح مسؤولة عن هجوم على مبنى وكالة الأنباء الفرنسية في غزة، وهو هجوم وصفه المحققون بأنه "مستهدف على الأرجح". وفي سبتمبر 2024، ذكرت منظمة "مراسلون بلا حدود" أن هناك 31 حالة موثقة قام فيها جيش الاحتلال الإسرائيلي باستهداف الصحفيين بشكل مباشر.

### مقتل عصام عبد الله

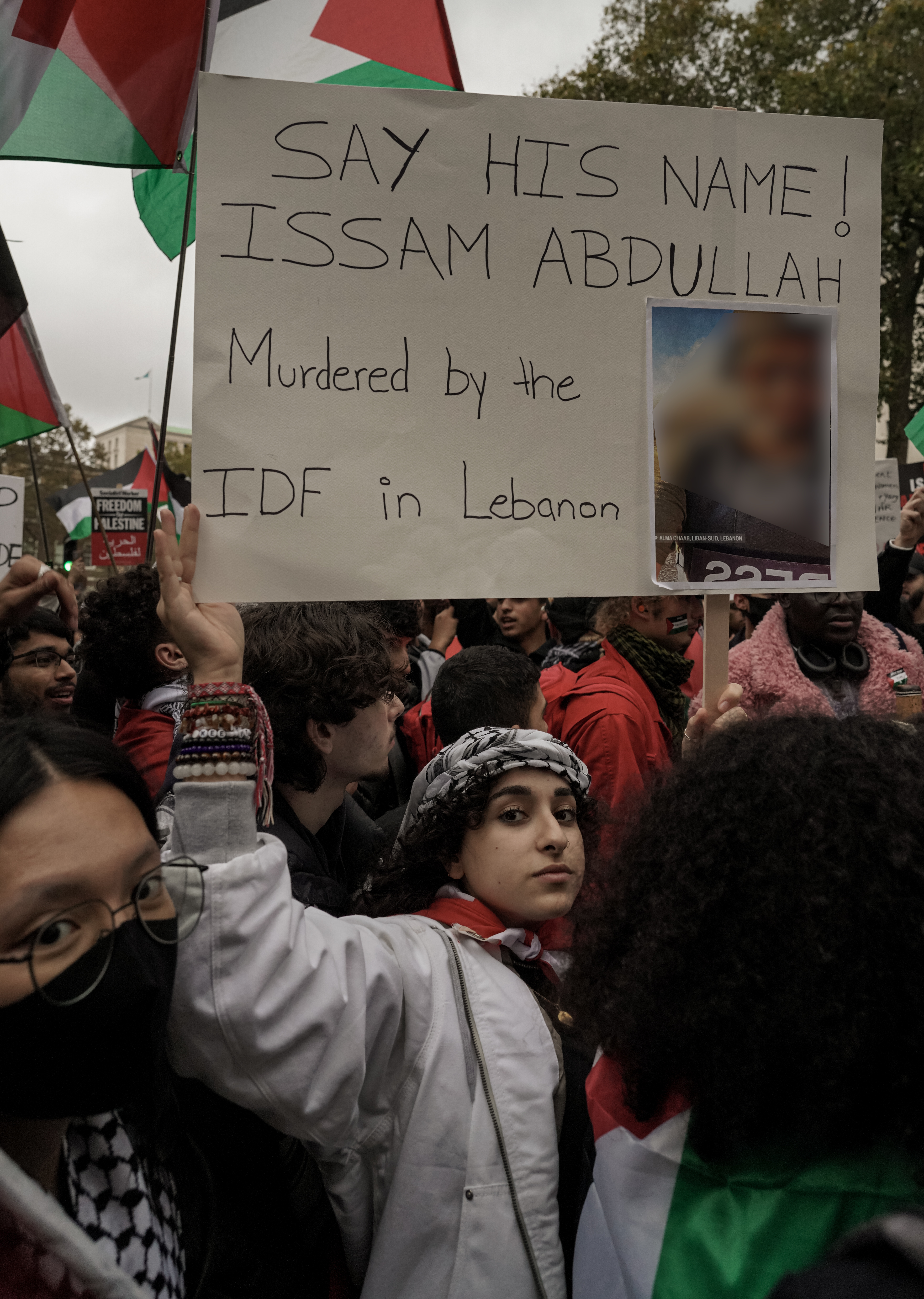
متظاهر يرفع لافتة عليها صورة عصام عبد الله خلال مظاهرات حاشدة في لندن، 29 أكتوبر 2023.

أجرت منظمة "مراسلون بلا حدود" تحقيقًا أوليًا في مقتل عصام عبد الله، المصور الصحفي في وكالة رويترز الذي قُتل في لبنان، وخلصت إلى أن الضربة التي استهدفت مركبة تحمل علامة "صحافة" بشكل واضح كانت متعمدة، وأن مصدر النيران هو إسرائيل. وتوصل تحقيق أجرته وكالة الأنباء الفرنسية إلى أن مقتل عبد الله نجم عن قذائف دبابة إسرائيلية، وأن الهجوم كان متعمدًا وموجهًا. من جانبها، ذكرت منظمة العفو الدولية أن الهجوم يُعد جريمة حرب محتملة، وأنه "لا يجب السماح لإسرائيل بقتل ومهاجمة الصحفيين مع الإفلات من العقاب". كما أكدت منظمة "هيومن رايتس ووتش" أن الهجوم كان متعمدًا على ما يبدو ويشكل جريمة حرب. وخلصت دراسة أجرتها المنظمة الهولندية للبحوث العلمية التطبيقية إلى أنه من المرجح "أن دبابة ميركافا، بعد إطلاق قذيفتي دبابة، استخدمت أيضًا مدفعها الرشاش ضد موقع الصحفيين".
وفي تقرير صدر في فبراير 2024، توصلت قوة الأمم المتحدة المؤقتة في لبنان (اليونيفيل) إلى أن دبابة إسرائيلية قتلت عبد الله عندما أطلقت النار على "صحفيين يمكن التعرف عليهم بوضوح"، مما يشكل انتهاكًا للقانون الدولي. وذكر التقرير أنه "لم يكن هناك أي تبادل لإطلاق النار عبر الخط الأزرق وقت وقوع الحادث"، مؤكدًا عدم وجود أي سجلات لتبادل إطلاق نار عبر الحدود لمدة 40 دقيقة سبقت إطلاق الدبابة لقذائفها. وردًا على تقرير الأمم المتحدة، ادعى جيش الاحتلال الإسرائيلي أن حزب الله هاجمهم، مما استدعى استخدام نيران الدبابات للرد. وقد خلص تقرير اليونيفيل إلى أن الهجوم كان انتهاكًا لقرار مجلس الأمن رقم 1701 وللقانون الدولي.

## الإخلاء القسري

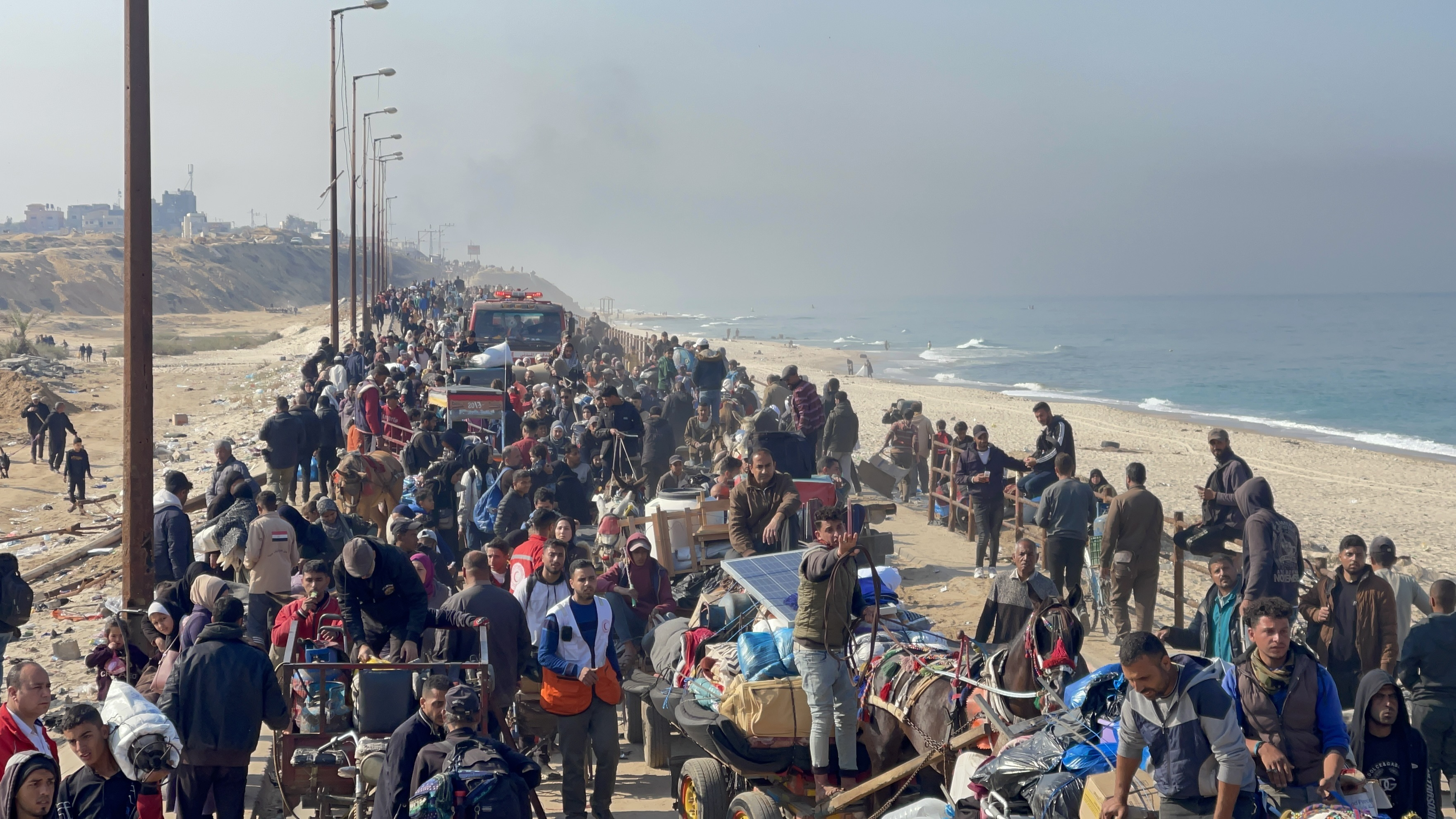
عودة النازحين الفلسطينيين من الجنوب إلى شمال قطاع غزة خلال وقف إطلاق النار في يناير 2025.

في 13 أكتوبر، أصدر جيش الاحتلال الإسرائيلي أمرًا بإجلاء 1.1 مليون شخص من شمال غزة، بحجة ضرورة فصل السكان المدنيين عن المسلحين، مع وعد بالسماح لهم بالعودة بعد انتهاء الحرب. وفي رد فعل أولي، طلبت السلطات في غزة من السكان تجاهل الأمر، حيث ذكرت وزارة الداخلية أن إسرائيل تسعى إلى "تهجيرنا مرة أخرى من أرضنا". وقد وصفت هذه العملية بـ"النقل القسري" من قبل يان إيغلاند، الدبلوماسي النرويجي الذي شارك في اتفاقيات أوسلو، حيث صرح قائلاً: "مئات الآلاف من الأشخاص يفرون بحياتهم — هذا ليس شيئًا يجب أن يُطلق عليه إخلاء. إنه نقل قسري للسكان من جميع أنحاء شمال غزة، وهو ما يُعد جريمة حرب بموجب اتفاقية جنيف". كما حذّرت المقررة الخاصة للأمم المتحدة، فرانشيسكا ألبانيزي، من "تطهير عرقي جماعي" في غزة، بينما وصف المؤرخ الإسرائيلي، راز سيغال، الأمر بأنه "حالة نموذجية للإبادة الجماعية". وقد أدانت هذا الإجراء منظمات دولية كبرى، من بينها الأمم المتحدة، وأطباء بلا حدود، واليونيسف، ولجنة الإنقاذ الدولية.
وفي 14 أكتوبر، أصدرت منظمة الصحة العالمية بيانًا أدانت فيه أمر إسرائيل بإجلاء 22 مستشفى في شمال غزة، واصفة إياه بأنه "حكم بالإعدام". وأشار الأطباء إلى استحالة تنفيذ الأمر نظرًا لنقص الأسرّة في جنوب القطاع واستحالة نقل المرضى ذوي الحالات الحرجة، مثل حديثي الولادة في الحاضنات والمرضى المعتمدين على أجهزة التنفس الصناعي. ورغم ذلك، أسقطت قوات الاحتلال الإسرائيلي في 22 أكتوبر منشورات في شمال غزة تفيد بأن أي شخص لا يمتثل لأمر الإخلاء سيعتبر "إرهابيًا". وفي 20 ديسمبر، أكدت "هيومن رايتس ووتش" أن خطر التهجير الدائم يتزايد. وفي 12 يناير، صرح الأمين العام المساعد لحقوق الإنسان بأن عمليات الإخلاء القسرية التي نفذتها إسرائيل فشلت في ضمان الحماية التي يفرضها القانون الدولي، مما يشكل جريمة حرب محتملة. وفي مارس 2024، ذكرت منظمة "العمارة الجنائية" أن "عمليات الإخلاء الإنسانية" الإسرائيلية قد ترقى إلى جريمة الحرب المتمثلة في التهجير القسري.
وفي مارس 2024، وقبل الهجوم على رفح، صرحت باولا غافيريا بيتانكور، المقررة الخاصة للأمم المتحدة المعنية بحقوق النازحين داخليًا: "إن أي أمر إخلاء يُفرض على رفح في ظل الظروف الراهنة، مع تحول بقية غزة إلى ركام، سيكون انتهاكًا صارخًا للقانون الإنساني الدولي وقانون حقوق الإنسان". كما أبلغ الرئيس الفرنسي إيمانويل ماكرون نتنياهو بأن أي نقل قسري للسكان من رفح سيشكل جريمة حرب. وفي مايو 2024، أدان المفوض السامي لحقوق الإنسان، فولكر تورك، أوامر الإخلاء الإسرائيلية في رفح، قائلاً: "هذا غير إنساني. ويتعارض مع المبادئ الأساسية للقانون الإنساني الدولي وقوانين حقوق الإنسان". وقال متحدث باسم مكتب الأمم المتحدة لتنسيق الشؤون الإنسانية (أوتشا) عن إخلاء رفح: "هناك مؤشرات قوية على أن هذا يتم في انتهاك للقانون الإنساني الدولي".

## المنطقة العازلة
سعت إسرائيل إلى فرض منطقة عازلة موسعة داخل قطاع غزة، وهو ما أكده تحليل لصور الأقمار الصناعية أجراه باحثون في الجامعة العبرية بالقدس، حيث أظهر أن المنطقة العازلة كانت بالفعل في مراحل متقدمة من الإنشاء. فبحلول يناير 2024، كانت إسرائيل قد دمرت أكثر من 1000 مبنى لإنشاء هذه المنطقة المخطط لها. وفي أبريل 2024، خلص برنامج الأمم المتحدة للأقمار الصناعية (يونوسات) إلى أن حوالي 90% من أصل 4000 مبنى على طول الحدود الشرقية لغزة قد تضرر أو دُمر. وقد أكد المركز الفلسطيني لحقوق الإنسان أن هذه الممتلكات المدنية محمية بموجب القانون الإنساني الدولي. وذكر شاؤول أرييلي، وهو عقيد سابق في جيش الاحتلال الإسرائيلي وخبير في الحدود، أن إنشاء منطقة عازلة دائمة هو إجراء غير قانوني، حيث يُحظر على إسرائيل، بصفتها قوة احتلال، تغيير حدود غزة. كما صرح السير جيفري نايس، المدعي العام في قضايا جرائم الحرب، بأن هذا الإجراء "لا يمكن تبريره بأي شكل من الأشكال بموجب القانون الدولي".
من جهته، أكد المفوض السامي للأمم المتحدة لحقوق الإنسان، فولكر تورك، أن "التدمير الواسع للممتلكات، الذي لا تبرره الضرورة العسكرية والذي يُنفذ بشكل غير قانوني وعشوائي، يرقى إلى انتهاك جسيم لاتفاقية جنيف الرابعة، ويُعد جريمة حرب". وفيما يتعلق بمساحة المنطقة العازلة، قدّر تحليل لصحيفة "هآرتس" أنها قد تشغل ما يصل إلى 16% من إجمالي أراضي غزة،  بينما خلص تحقيق أجرته قناة الجزيرة في مايو 2024 إلى أن المنطقة العازلة قد استولت بالفعل على 32% من أراضي القطاع.

## النهب
أفادت تقارير متواترة بأن جنودًا إسرائيليين قاموا بنهب منازل الفلسطينيين في غزة خلال الحرب، حيث استولوا على "كل ما هو سهل ومتاح". وفي اعتراف رسمي نادر في 21 فبراير 2024، صرّحت المدعية العسكرية العامة لجيش الاحتلال الإسرائيلي، يفعات تومر يروشالمي، بأن تصرفات بعض الجنود — بما في ذلك النهب والاستيلاء على الممتلكات الخاصة — قد "تجاوزت العتبة الجنائية". وأضافت تومر يروشالمي أن هذه الحالات قيد التحقيق.
من جانبه، وصف مجلس العلاقات الأمريكية الإسلامية عمليات النهب بأنها جريمة حرب، وطالب إدارة بايدن بإدانتها. ويُذكر أن اتفاقية جنيف الرابعة لعام 1949 تحظر صراحة نهب الممتلكات المدنية في أوقات الحرب. وفي شهادة من الداخل في أغسطس 2024، أكد يوفال غرين، وهو جندي مظلي في جيش الاحتلال الإسرائيلي عائد من غزة، أنه شهد انتهاكات واسعة النطاق ضد الفلسطينيين في القطاع، بما في ذلك النهب وتدمير المنازل.

## مسارح حرب إضافية

### اليمن
في يوليو 2024، قصفت إسرائيل الحديدة خلال نزاعها مع الحوثيين. وصفت هيومن رايتس ووتش الضربات بأنها جريمة حرب محتملة، حيث بدت هجومًا عشوائيًا أو غير متناسب على المدنيين. 

### لبنان
في الخامس من نوفمبر/تشرين الثاني، تعرضت سيارة بالقرب من بلدة عيناتا في لبنان لغارة جوية إسرائيلية، مما أسفر عن مقتل ثلاثة أطفال وجدتهم، فضلاً عن إصابة والدتهم بجروح. وقد اعترف الجيش الإسرائيلي بمسؤوليته عن الهجوم. وأكدت منظمة هيومن رايتس ووتش على ضرورة إجراء تحقيق في هذه الوفيات، مشيرة إلى أنها قد تشكل جريمة حرب. وأدان رئيس الوزراء اللبناني المؤقت نجيب ميقاتي الغارة الجوية ووصفها بأنها "جريمة شنيعة" وأعلن عن نية لبنان تقديم شكوى إلى مجلس الأمن التابع للأمم المتحدة. 
حتى 29 مايو 2024، وفقًا لمكتب تنسيق الشؤون الإنسانية، قُتل 88 مدنيًا لبنانيًا بما في ذلك 39 امرأة وطفل وثلاثة صحفيين و19 من المستجيبين الأوائل المرتبطين بالميليشيات. قُتل ما لا يقل عن 320 مسلحًا في لبنان، بما في ذلك 250 عضوًا من حزب الله، بما في ذلك ما لا يقل عن 40 في سوريا، و25 عضوًا من حماس والجهاد الإسلامي الفلسطيني، وعضو واحد من حركة أمل، وعضو واحد من الحزب السوري القومي الاجتماعي. قُتل جندي واحد من الجيش اللبناني وأصيب ثلاثة آخرون.
وفقًا للمرصد السوري لحقوق الإنسان، قتل جيش الاحتلال الإسرائيلي 232 لاجئًا سوريًا في لبنان منذ بداية حرب إسرائيل وحماس. 

### الضفة الغربية
تزامنًا مع الحرب على غزة، تصاعد النشاط العسكري الإسرائيلي في الضفة الغربية. ووفقًا لمنظمة العفو الدولية، انتهكت إسرائيل القانون الإنساني الدولي باستخدامها القوة غير المتناسبة خلال حملات الاعتقال، ومنع المساعدة الطبية عن المصابين بإصابات خطيرة، ومهاجمة المسعفين، وتنفيذ عمليات قتل غير مشروعة. وفي هذا السياق، صرحت إريكا غيفارا روساس، مديرة الأبحاث العالمية في منظمة العفو الدولية، بأن "عمليات القتل غير المشروعة هذه تشكل انتهاكًا صارخًا للقانون الدولي لحقوق الإنسان وتُرتكب في ظل الإفلات من العقاب". كما أكد بن سول، المقرر الخاص للأمم المتحدة المعني بحقوق الإنسان، أن مقتل طفلين على يد جيش الاحتلال الإسرائيلي في نوفمبر 2023 يبدو أنه يرقى إلى جريمة حرب. وفي 5 مارس 2024، أعلن الهلال الأحمر الفلسطيني أنه سجل 427 انتهاكًا إسرائيليًا ضد طواقمه الطبية في الضفة الغربية، واصفًا هذه الانتهاكات بأنها خرق للقانون الإنساني الدولي.
في أعقاب هدم منزل عائلة ناشط فلسطيني في القدس الشرقية — وهو إجراء يندرج ضمن موجة أوسع من التهجير القسري في الضفة الغربية — صرحت دائرة الشؤون الخارجية الأوروبية بأن "مثل هذه الأعمال تشكل انتهاكًا للقانون الإنساني الدولي". كما أدان جورج نول، رئيس مكتب الولايات المتحدة للشؤون الفلسطينية، عملية الهدم. وعقب موافقة إسرائيل على بناء حوالي 3500 وحدة استيطانية غير قانونية جديدة في الضفة الغربية، أكد المفوض السامي للأمم المتحدة لحقوق الإنسان، فولكر تورك، أن نقل سكان دولة الاحتلال إلى الأراضي المحتلة يُعد "جريمة حرب بموجب القانون الدولي".
وبعد إعلان إسرائيل الاستيلاء على 800 هكتار من الأراضي الفلسطينية في الضفة الغربية، ذكرت وزارة الخارجية الألمانية أن "المستوطنات تنتهك القانون الدولي وتزيد من حدة التوترات في هذا الوضع الهش للغاية". وأدان الرئيس الفرنسي إيمانويل ماكرون توسيع المستوطنات، مشيرًا إلى أنها "تتعارض مع القانون الدولي". كما أعربت المفوضية السامية للأمم المتحدة لحقوق الإنسان عن "انزعاجها" من التوسع الاستيطاني الإسرائيلي، مؤكدة أنه "يتحدى القانون الدولي".
وفي تحقيق أجرته بي بي سي نيوز في مايو 2024، كُشف أن 11 جنديًا من لواء كفير (الناشط بشكل أساسي في الضفة الغربية) نشروا عبر وسائل التواصل الاجتماعي 45 صورة ومقطع فيديو يظهرون فيها معتقلين فلسطينيين. ورغم تحديد هويات الجنود المتورطين، لم يستجب جيش الاحتلال الإسرائيلي للأسئلة حول الحوادث الفردية، واكتفى ببيان عام جاء فيه: "في حالات السلوك غير المقبول، تم تأديب الجنود وحتى تعليق خدمتهم الاحتياطية". وذكرت "بي بي سي نيوز" أن الجنود لم يخفوا هوياتهم، بل نشر بعضهم بأسماء مثل يوهاي فازانا، وعوفر بوبروف، وسامي بن، وأوري داباش. ووفقًا للتقرير، فإن "المعتقلين الفلسطينيين يظهرون غالبًا وهم معصوبو الأعين ومقيدو الأيدي، وقد أُجبروا إما على الاستلقاء أرضًا أو الجلوس في وضع القرفصاء وأيديهم مقيدة خلف ظهورهم"، بينما تم تغطية بعضهم بالأعلام الإسرائيلية. وفي تعليقه على هذا السياق، صرح يان إيغلاند، الأمين العام للمجلس النرويجي للاجئين، بأن "الفشل في محاسبة إسرائيل سمح لقواتها بانتهاك القانون الإنساني الدولي دون أي عواقب".
في سبتمبر 2024، ألقى جنود إسرائيليون ثلاث جثث من على سطح أحد المباني خلال غارة على قباطية. 

## استخدام الفسفور الأبيض على المدنيين
شاركت هيومن رايتس ووتش ومنظمة العفو الدولية عبر مختبر أدلة الأزمات التابع لهما أدلة تفيد بأن وحدات عسكرية إسرائيلية هاجمت في غزة ولبنان واستخدمت قذائف الفوسفور الأبيض المدفعية؛ ونفت إسرائيل التقرير، واصفةً الاتهام بأنه "كاذب بشكل قاطع"، على الرغم من أنها اعترفت لاحقًا باستخدامه.  يُسمح باستخدام ذخائر الفوسفور الأبيض في ساحات المعارك لأغراض محددة، مثل إحداث ستائر دخانية، وتوليد الإضاءة، وتحديد الأهداف. وهي لا تُحظر كأسلحة كيميائية بموجب الاتفاقيات الدولية نظرًا لهذه الاستخدامات المشروعة.  ومع ذلك، يُعتبر الفوسفور الأبيض أيضًا سلاحًا حارقًا، ويحظر البروتوكول الثالث لاتفاقية الأسلحة التقليدية المحددة استخدامه ضد الأهداف العسكرية الواقعة بين المدنيين، على الرغم من أن إسرائيل ليست من الدول الموقعة على هذه الاتفاقية.  يشتعل الفوسفور الأبيض عند تعرضه للأكسجين الجوي، وعند التلامس يمكن أن يُسبب إصابات عميقة وخطيرة، وقد يؤدي ذلك إلى فشل أعضاء متعددة، وحتى الحروق الطفيفة يمكن أن تكون مميتة. وفقًا لهيومن رايتس ووتش، يُعد استخدام الفوسفور الأبيض "غير تمييزي بشكل غير قانوني عند تفجيره في الهواء فوق مناطق حضرية مأهولة بالسكان، حيث يمكن أن يحرق المنازل ويسبب أضرارًا فادحة للمدنيين"، كما "ينتهك شرط القانون الإنساني الدولي القاضي باتخاذ كافة الاحتياطات الممكنة لتجنب إصابة المدنيين وخسائر في الأرواح".  ووفقًا لبراين كاستنر، محقق الأسلحة في منظمة العفو الدولية، فإن استخدام الفوسفور الأبيض ما إذا كان يشكل جريمة حرب يعتمد على الهدف المقصود والاستخدام المنشود، لكن "بشكل عام، أي هجمات تفشل في التمييز بين المدنيين والقوات العسكرية يمكن أن تكون انتهاكًا محتملًا لقوانين الحرب". 
في 31 أكتوبر صرّحت منظمة العفو الدولية، بعد تحقيق، بأن هجومًا إسرائيليًا بالفوسفور الأبيض وقع في 16 أكتوبر كان عشوائيًا وغير قانوني، و"يجب التحقيق فيه كجريمة حرب"، وذلك بسبب استخدامه على بلدة الضهيرة اللبنانية المأهولة بالسكان، مما أسفر عن إصابة تسعة مدنيين على الأقل.  وفي 2 نوفمبر صرّحت منظمة العفو الدولية بأن تحقيقاتها في أربع حوادث وقعت في 10 و11 و16 و17 أكتوبر بيّنت أن إسرائيل استخدمت ذخائر الفوسفور الأبيض.  في لبنان دمرت قنابل الفوسفور الأبيض الإسرائيلية أكثر من 4.5 مليون متر مربع من الغابات في جنوب لبنان، وتُقدر الخسائر الاقتصادية بنحو 20 مليون دولار.  وكشف تحقيق أجرته صحيفة واشنطن بوست أن الولايات المتحدة زودت الفوسفور الأبيض الذي استُخدم في هجوم وقع في أكتوبر وأصاب 9 أشخاص في لبنان.  في يونيو 2024 تحققت هيومن رايتس ووتش من الاستخدام غير القانوني لذخائر الفوسفور الأبيض فوق خمس بلديات سكنية مأهولة بالسكان.  ووفقًا لوزارة الصحة اللبنانية، احتاج ما لا يقل عن 173 شخصًا لتدخل طبي نتيجة التعرض للفوسفور الأبيض.  وفي أكتوبر 2024، ذكر تقرير أممي مسرّب أن جيش الاحتلال الإسرائيلي دخل قاعدة لليونيفيل واستخدم الفوسفور الأبيض، مما أسفر عن إصابة 15 من قوة الأمم المتحدة المؤقتة في لبنان. 

## قتل المستسلمين

### الفلسطينيون المستسلمون
في 10 أكتوبر، نشر جيش الاحتلال الإسرائيلي مقطع فيديو ظهر فيه جنود من جيش الاحتلال الإسرائيلي وهم يطلقون النار على أربعة فلسطينيين مستسلمين.  وأشار تحليل اللقطات إلى أن الرجال كانوا يستسلمون، حيث جلس ثلاثة منهم على الأرض ورفعوا أذرعهم، وكان أحدهم يلوح بقطعة قماش بيضاء. لم يظهر أن أيًا منهم كان مسلحًا وقت إطلاق النار، بينما أظهر مقطع فيديو لاحق أنه حُرِّكت الجثث، ووُضعت أسلحة بالقرب منهم على الأرض. وخلص التحليل إلى أن الرجال الأربعة كانوا فلسطينيين عزل غادروا غزة عبر ثغرة في الجدار الفاصل.  وقال متحدث باسم جيش الاحتلال الإسرائيلي إنه ليس لديه تعليق.  ويعتبر قتل المدنيين أو المقاتلين المستسلمين جريمة حرب. 
في مقطع فيديو مؤرخ في 8 ديسمبر 2023، يُرى جيش الاحتلال الإسرائيلي وهو يقتل فلسطينيين اثنين من مخيم الفارعة للاجئين بالضفة الغربية في ما وصفته منظمة "بتسيلم" بأنه "إعدامات غير قانونية". أُطلق النار على رجل يحمل عبوة، ثم أُجهز عليه وهو ينزف على الأرض. رجل ثانٍ، كان أعزل تمامًا ويختبئ تحت سيارة، أُصيب بالرصاص وقُتل على الفور. وقال جيش الاحتلال الإسرائيلي في وقت لاحق إنه سيحقق في الهجمات. 
وثّقت مجموعات حقوق الإنسان حالات متعددة أُصيب فيها مدنيون في غزة بنيران الجنود الإسرائيليين بينما كانوا يلوّحون بأعلام بيضاء.  وصرّح مدير هيومن رايتس ووتش في إسرائيل وفلسطين بأن إسرائيل لها "سجل في إطلاق النار بشكل غير قانوني على أشخاص عزل لا يشكلون أي تهديد مع الإفلات من العقاب – حتى أولئك الذين يلوّحون بأعلام بيضاء".  وفي أوائل يناير، ظهر مقطع فيديو يؤرخ بتاريخ 12 نوفمبر يظهر فلسطينيين نازحين يخلون مدينة غزة، من بينهم امرأة وطفلها. وعلى الرغم من أن المجموعة كانت تحمل أعلامًا بيضاء بوضوح، أفادت التقارير أن قناصًا إسرائيليًا أطلق النار على المرأة وقتلها. 
في 24 يناير 2024، نشرت شبكة آي تي في البريطانية لقطات لقناص إسرائيلي يطلق النار ويقتل رجلًا يحمل علمًا أبيض، كانت الصحفية قد قابلته قبل لحظات فقط من وفاته.  ووصفت كل من المجلس النرويجي للاجئين ومنظمة العفو الدولية ذلك بأنه جريمة حرب محتملة.  صرّح قائد كبير في جيش الاحتلال الإسرائيلي لاحقاً: "هناك أخطاء، إنها حرب". 
وفقًا لشهادة شاهد أجرت معه قناة الجزيرة مقابلة، عُثر في 31 يناير 2024 على جثث ثلاثين شخصًا داخل ساحة مدرسة شمال غزة. وذكرت التقارير أن الجثث كانت معصوبة الأعين، ورُبطت أرجلها وأيديها. ودعا مجلس العلاقات الأمريكية الإسلامية إلى التحقيق في الحادثة وإضافتها إلى قضية جنوب أفريقيا ضد إسرائيل أمام محكمة العدل الدولية. ووصفت وزارة الخارجية الفلسطينية ذلك بأنه "انتهاك لجميع الأعراف والقوانين الدولية ذات الصلة". وصرحت ديانا بطو، المفاوضة الكندية الفلسطينية السابقة في محادثات السلام، بأن الحادثة "جريمة حرب واضحة". في مارس 2024، دهست دبابة إسرائيلية رجلًا متعمّدةً في حي الزيتون وهو مكبل اليدين، وفقًا للمرصد الأورومتوسطي لحقوق الإنسان. 
وأظهرت لقطات حصلت عليها قناة الجزيرة الإنجليزية رجليْن يلوّحان بعلم أبيض يُقتلان على يد قوات الاحتلال الإسرائيلي، ثم دُفنا بواسطة جرافات الجيش. وأكد جيش الاحتلال الإسرائيلي مقتل الرجلين، مصرحًا أنهما كانا يتصرفان "بشكل مريب" ولم يستجيبا للطلقات التحذيرية؛ وقالوا إنهم دفنوهما بالجرافات خوفًا من أنهما كانا يحملان متفجرات. وأدانت جمعية الهلال الأحمر الفلسطيني أفعال إسرائيل ووصفتها بأنها "إعدامات خارج نطاق القانون". ووصف مجلس العلاقات الأمريكية الإسلامية عمليات القتل بأنها "جريمة حرب شنيعة". 

### الرهائن الإسرائيليون المستسلمون
في 15 ديسمبر، أصدر جيش الاحتلال الإسرائيلي بيانًا أعلن فيه أنهم قتلوا ثلاثة من الرهائن التابعين لهم بنيران صديقة. ووفقًا للجيش الإسرائيلي، فقد "تعرّفوا خطأً على ثلاثة رهائن إسرائيليين باعتبارهم تهديدًا" خلال عمليات في الشجاعية، ومن ثم أطلقوا النار عليهم، مما أسفر عن مقتلهم.  وذكر مسؤول عسكري إسرائيلي في 16 ديسمبر أن الرهائن الثلاثة كانوا عراة الصدور ويلوحون براية أبيض. وزعم المسؤول أن جنديًا واحدًا رد على ذلك بـ"إطلاق النار" و"الإعلان أنهم إرهابيون"؛ فأطلقت قوات إسرائيلية إضافية النار، مما أودى بحياة رهينتين "على الفور" وإصابة الرهينة الثالث، الذي طلب المساعدة باللغة العبرية. 
طارد جنود جيش الاحتلال الإسرائيلي الرهينة المصاب إلى مبنى قريب، حيث قُتل بالرغم من نداءاته المستمرة لطلب المساعدة.  ومع أنه ادعى أن الجنود كانوا "تحت ضغط" عند وقوع ذلك، صرح الفريق هرتسي هليفي كذلك بأنه "يُحظر إطلاق النار على من يرفع علمًا أبيض ويسعى للاستسلام"، وهو شعور ردده الرئيس السابق للموساد، داني ياتوم.  وكتب ناحوم بارنيا أن مقتل الرهائن، وهم غير مسلحين ويلوحون بعلم أبيض، كان "جريمة حرب" وأن "القانون الدولي واضح جدًا في هذه المسألة".  خلص تحقيق أولي أجراه جيش الاحتلال الإسرائيلي إلى أن أُمر الجنود بإطلاق النار على جميع الرجال في سن القتال الذين يقتربون منهم، وذلك بعد عدد من الحوادث التي تنكر فيها المسلحون بزي مدني للاقتراب من الجنود. 

## الغدر الإسرائيلي

### التنكر في زي مدنيين
في 30 يناير 2024، دخلت قوات الاحتلال الإسرائيلي مستشفى ابن سينا في جنين متنكرة بزي مسعفين ومدنيين بينما كانت تحمل بنادق مخفية. بعد دخول المستشفى، سحبوا أسلحتهم وقتلوا ثلاثة مسلحين – أحدهم عضو في حماس واثنان عضوان في حركة الجهاد الإسلامي الفلسطينية – كان أحدهم مريضاً. وأعربت اللجنة الدولية للصليب الأحمر عن قلقها من أن المداهمة تشكل انتهاكًا للقانون الإنساني الدولي. صرح أوريل ساري، الأستاذ بجامعة إكستر، قائلاً: "بتنكر قوات الاحتلال الإسرائيلي المشاركة في العملية بزي مدنيين وأفراد طبيين، يبدو أنها لجأت إلى الغدر انتهاكًا للقواعد المعمول بها." صرح توم داننباوم، الأستاذ في القانون الدولي، قائلاً: "الشخص المشلول يُعتبر عاجزًا في هذا الصدد، لذا يُحظر مهاجمة هذا الفرد. ويشكل انتهاك هذا الحظر جريمة حرب." ووصفت وزارة الخارجية الفلسطينية عمليات إطلاق النار بأنها جريمة ضد الإنسانية. كما وصفت الهيئة المستقلة لحقوق الإنسان الهجوم بأنه "اعتداء على مؤسسة يحميها القانون الدولي". وذكرت مفوضية الأمم المتحدة لحقوق الإنسان أنها "إعدام خارج نطاق القضاء يبدو أنه خُطط له." 
قالت هيئة الأركان العامة للجيش الإسرائيلي في البداية إن المداهمة كانت "نشاطًا مشتركًا لمكافحة الإرهاب يضم جيش الاحتلال الإسرائيلي وجهاز الأمن العام الإسرائيلي والشرطة الإسرائيلية"، وصرحت لاحقًا بأنه لم يكن أي من جنودها حاضرًا جسديًا خلال المداهمة. وذكرت لجنة من خبراء حقوق الإنسان عينها مجلس حقوق الإنسان التابع للأمم المتحدة أن المداهمة قد تشكل جريمة حرب، وأوصت بإجراء تحقيق. 
في يونيو 2024، أدان خبراء الأمم المتحدة استخدام إسرائيل للغدر خلال مجزرة مخيم النصيرات للاجئين، مصرحين بأن قوات الاحتلال الإسرائيلي "دخلت النصيرات متنكرة بزي نازحين وعمال إغاثة في شاحنة مساعدات إنسانية. داهمت المنطقة بعنف، واعتدت على السكان بهجمات برية وجوية مكثفة نشرت الرعب والموت واليأس." 

### استخدام الدروع البشرية
في 17 يناير 2024، أظهرت تسجيلات أن جنودًا إسرائيليين استخدموا صاحب متجر فلسطيني في دورا بالخليل في الضفة الغربية كدرع بشري. وفي مقابلة مع وكالة رويترز، صرح صاحب المتجر قائلاً: "هو (الجندي الأول) أخبرني أنه سيستخدمني كدرع بشري، وأن الشباب لا يجب أن يلقوا الحجارة." وفي 9 فبراير، صرحت جمعية الهلال الأحمر الفلسطيني بأن طاقم سيارة إسعاف في بيتا، نابلس، بالضفة الغربية، اعتقلتهم قوات الاحتلال الإسرائيلي واستخدمتهم دروعًا بشرية. وصرح شاب يبلغ من العمر 21 عامًا من مدينة غزة لقناة الجزيرة بأنه اُستخدم كدرع بشري من قبل قوات الاحتلال الإسرائيلي. وفي يونيو 2024، ربطت قوات الاحتلال الإسرائيلي رجلًا مصابًا في مقدمة مركبتهم الجيب، مما أثار إدانات لاستخدام جيش الاحتلال الإسرائيلي دروعًا بشرية فلسطينية. وفي يوليو 2024، أظهرت لقطات أن جنودًا إسرائيليين استخدموا فيما يبدو مدنيين فلسطينيين كدروع بشرية لدخول المباني.
في أغسطس/آب 2024، ذكرت مصادر أن قوات الاحتلال الإسرائيلي كانت تستخدم فلسطينيين دروعًا بشرية عندما دخلت الأنفاق والمباني في غزة. وكشف تحقيق أن إسرائيل استخدمت بشكل منتظم فلسطينيين دروعًا بشرية في قطاع غزة لتجنب تعريض الجنود الإسرائيليين للخطر.
في فبراير 2025، ووفقًا لتقرير صادر عن وسائل إعلام إسرائيلية تحمل اسم "ذا هوتيست بليس إن هيل"، ففي مايو 2024، استخدم ضابط من جيش الاحتلال الإسرائيلي رجلًا فلسطينيًا مسنًا يبلغ من العمر 80 عامًا كدرع بشري لتفتيش غزة بحثًا عن الأفخاخ المتفجرة، بينما هدد بقطع رأسه بربط سلك تفجير عبوة ناسفة حول رقبته. لاحقاً، قتلت قوات الاحتلال الإسرائيلي الرجل المسن وزوجته بالرصاص.
ووفقًا لصحيفة هآرتس، كشف ضابط كبير في جيش الاحتلال الإسرائيلي لم يُكشف عن هويته أن جيش الاحتلال الإسرائيلي استخدم فلسطينيين دروعًا بشرية ست مرات على الأقل يومياً، وأكد أن كل لواء لديه ما لا يقل عن 36 درعًا بشريًا.

## الإبادة الجماعية
تقوم إسرائيل بارتكاب جرائم إبادة جماعية ضد الشعب الفلسطيني في قطاع غزة أثناء حرب إسرائيل على الفلسطينيين 2023-الآن. وقد استشهد العديد من الباحثين، والمقرر الخاص للأمم المتحدة فرانشيسكا ألبانيز، بتصريحات أدلى بها مسؤولون إسرائيليون كبار، تظهر "نية تدمير" سكان غزة، وهو شرط ضروري لتحقيق الحد القانوني للإبادة الجماعية.
أقامت حكومة جنوب أفريقيا دعوى ضد إسرائيل في محكمة العدل الدولية، بدعوى الإبادة الجماعية. وفي حكم مؤقت وجدت محكمة العدل الدولية أن إسرائيل سعت في ظل نية معقولة لارتكاب أعمال الإبادة الجماعية، وأمرت إسرائيل بمراعاة التزاماتها بموجب اتفاقية الإبادة الجماعية من خلال اتخاذ جميع التدابير التي في حدود سلطتها لمنع ارتكاب هذه الأعمال، ومعاقبة التحريض على الإبادة الجماعية، والسماح بدخول الخدمات الإنسانية الأساسية إلى غزة. رفضت الحكومة الإسرائيلية قرار المحكمة واتهمت محكمة العدل الدولية بمعاداة السامية.

## نقل الأسلحة
وُجهت اتهامات للدول التي تزود إسرائيل بالأسلحة بخرقها للقانون الدولي. ففي شهر فبراير من عام 2024، أصدرت مجموعة مؤلفة من أكثر من عشرة مقررين خاصين تابعين للأمم المتحدة بيانًا حذرت فيه من أن أي عملية تصدير للأسلحة أو الذخائر إلى إسرائيل "من المرجح أن تشكل انتهاكًا للقانون الإنساني الدولي".  كما أوضح خبراء الأمم المتحدة أن الدول الأطراف في معاهدة تجارة الأسلحة تترتب عليها التزامات إضافية تقضي برفض تراخيص تصدير الأسلحة، في حال وجود احتمال لاستخدام هذه الأسلحة في ارتكاب انتهاكات جسيمة للقانون الإنساني الدولي.  وبناءً على ذلك، دعت المجموعة إلى فرض حظر شامل على توريد الأسلحة إلى إسرائيل.  وفي بيان لها، حذرت منظمة هيومن رايتس ووتش من أن رفض المملكة المتحدة تعليق عمليات نقل الأسلحة إلى إسرائيل يجعلها عرضة "لخطر التواطؤ في انتهاكات جسيمة للقانون الدولي، بما في ذلك جرائم الحرب والجرائم ضد الإنسانية، والفشل في منع وقوعها".  وفي شهر مارس من عام 2024، رفعت نيكاراغوا دعوى قضائية ضد ألمانيا أمام محكمة العدل الدولية، متهمةً إياها بأن دعمها المالي والعسكري لإسرائيل يساهم في تسهيل ارتكاب جريمة الإبادة الجماعية في قطاع غزة. 
وفي كندا، رفعت "مجموعة المحامين الكنديين لحقوق الإنسان الدولية" دعوى قضائية ضد وزيرة الخارجية، ميلاني جولي، متهمةً إياها بمنح تراخيص لتصدير أسلحة تستخدمها إسرائيل في انتهاك القانون الدولي.  وعقب ذلك بفترة وجيزة، أعلنت الوزيرة جولي أن الحكومة الكندية علقت إصدار أي تراخيص جديدة لتصدير الأسلحة إلى الجيش الإسرائيلي.  كما أقامت منظمات أوكسفام، والعفو الدولية، و"أكشن إيد"، ومؤسسة الحق دعوى قضائية مشتركة ضد حكومة الدنمارك لاستمرارها في نقل الأسلحة إلى إسرائيل. وذكرت هذه المنظمات أن "الدنمارك بذلك تنتهك القواعد الدولية لتجارة الأسلحة وتجازف بالتواطؤ في انتهاكات القانون الإنساني الدولي – بما فيها جرائم الحرب – وفي إبادة جماعية محتملة".  وفي شهر مارس من عام 2024، أصدرت كل من منظمة هيومن رايتس ووتش ومنظمة أوكسفام تقريرًا مشتركًا يفيد بأن إسرائيل ترتكب انتهاكات للقانون الإنساني الدولي باستخدام أسلحة مقدمة من الولايات المتحدة. 
عقب تصريحات أدلى بها وزير الدولة البريطاني للشؤون الخارجية، أندرو ميتشيل، بأن مدى التزام إسرائيل بالقانون الإنساني الدولي يخضع للمراجعة، أكد ديفيد لامي، وزير الخارجية في حكومة الظل البريطانية، على ضرورة رفض تراخيص تصدير الأسلحة في حال "وجود خطر واضح بأن هذه المواد قد تُستخدم لارتكاب أو تسهيل انتهاك جسيم للقانون الإنساني الدولي".  وفي سياق متصل، أصدر 600 محامٍ بريطاني، من بينهم ثلاثة قضاة سابقين في المحكمة العليا للمملكة المتحدة، بيانًا أكدوا فيه أن استمرار المملكة المتحدة في تسليح إسرائيل يشكل انتهاكًا للقانون الدولي.  وعلى إثر تقارير أفادت بأن تقييمًا داخليًا لوزارة الخارجية البريطانية خلص إلى أن إسرائيل قد انتهكت القانون الإنساني الدولي، علق السير جيفري نايس قائلًا: "إن الدول التي تزود إسرائيل بالأسلحة يمكن اعتبارها الآن متواطئة في حرب إجرامية". 
وفي شهر مايو من عام 2024، طالبت منظمة العفو الدولية كافة الدول بوقف عمليات نقل الأسلحة إلى كل من إسرائيل والأطراف الفلسطينية، طالما ظل هناك "خطر قائم بأنها قد تُستخدم لارتكاب أو تسهيل انتهاكات جسيمة للقانون الدولي".  وفي شهر يونيو من عام 2024، أصدرت مجموعة مكونة من ثلاثين خبيرًا أمميًا بيانًا يفيد بأن الشركات المصنعة للأسلحة والذخائر التي تواصل تزويد إسرائيل بها قد تكون متواطئة في انتهاكات القانون الدولي. 

## ردود الفعل الدولية

### الحكومات

#### رؤساء الدول
صدرت إدانات واسعة من العديد من رؤساء الدول بشأن ممارسات إسرائيل، حيث انتقد الرئيس التركي رجب طيب أردوغان الدول الغربية لتواطئها مع ما وصفه بجرائم حرب ترتكبها إسرائيل. وذهب آخرون إلى أبعد من ذلك، حيث وصف الرئيس الكولومبي غوستافو بيترو الحملة الإسرائيلية بأنها "إبادة جماعية"، وهو الوصف الذي استخدمه أيضًا الرئيس البرازيلي لويس إيناسيو لولا دا سيلفا، الذي صرّح قائلًا: "إنها ليست حربًا، إنها إبادة جماعية". كما أدان كل من الرئيس المصري عبد الفتاح السيسي، والعاهل الأردني الملك عبد الله الثاني، والرئيس التشيلي غابرييل بوريك، ورئيس جنوب إفريقيا سيريل رامافوزا، سياسة "العقاب الجماعي" التي تفرضها إسرائيل على سكان غزة. من جهته، طالب الرئيس الأيرلندي مايكل دانيال هيجينز بإجراء تحقيق في مجزرة مستشفى الأهلي المعمداني باعتبارها جريمة حرب، بينما وصف الرئيس الفلسطيني محمود عباس مجمل الأفعال الإسرائيلية في غزة بأنها إبادة جماعية.
وعلى مستوى رؤساء الحكومات والوزراء، دعت نائبة رئيس الوزراء البلجيكي، بيترا دي سوتر، إلى فرض عقوبات على إسرائيل، وطالبت الاتحاد الأوروبي بحظر الدول المسؤولة عن جرائم الحرب. وفي 10 نوفمبر 2023، صرّح رئيس الوزراء النرويجي، يوناس غار ستوره، بأن تصرفات إسرائيل تنتهك قوانين الحرب الدولية. ووصف رئيس الوزراء الإسباني، بيدرو سانشيز، الإجراءات الإسرائيلية بأنها "قتل عشوائي للمدنيين"، معربًا عن "شكوك جدية" حول التزام إسرائيل بالقانون الدولي.
بدوره، أكد رئيس الوزراء الأيرلندي آنذاك، ليو فارادكار، أن إسرائيل ترتكب عقابًا جماعيًا. كما دعا رئيس الوزراء القطري، الشيخ محمد بن عبد الرحمن آل ثاني، إلى إجراء تحقيق دولي في جرائم الحرب الإسرائيلية. وفي تصريح لافت في 12 ديسمبر 2023، وصف الرئيس الأمريكي جو بايدن الهجمات الإسرائيلية على غزة بأنها "عشوائية".

#### وزراء الخارجية
امتدت دائرة الإدانات لتشمل قوى دولية وإقليمية كبرى، حيث صرّح وزير الخارجية الصيني، وانغ يي، بأن إسرائيل تمارس عقابًا جماعيًا على غزة. ووصفت وزيرة الخارجية الإندونيسية، ريتنو مارسودي، الإجراءات الإسرائيلية بأنها جرائم ضد الإنسانية. كما حذّر وزير خارجية المالديف، عبد الله شاهد، من أن التهجير القسري لسكان القطاع قد يرقى إلى "جريمة الحرب المتمثلة في النقل القسري". من جهته، وصف وزير الخارجية الإيراني، حسين أمير عبد اللهيان، الأحداث بأنها إبادة جماعية وجريمة ضد الإنسانية. أما وزير الخارجية الروسي، سيرغي لافروف، فقد انتقد استخدام إسرائيل للقوة "العشوائية" وارتكابها "انتهاكات صارخة" للقانون الإنساني الدولي، مشيرًا إلى أن النزاع يهدد بخلق أزمة قد تستمر "لعقود طويلة، إن لم تكن لقرون".
وفي العالم العربي، وصف وزير الخارجية السوري، فيصل المقداد، الإجراءات الإسرائيلية بأنها إبادة جماعية. وفي موقف موحد، أصدر وزراء خارجية تسع دول عربية — هي الإمارات العربية المتحدة، والأردن، والبحرين، والسعودية، وسلطنة عُمان، وقطر، والكويت، ومصر، والمغرب — بيانًا مشتركًا وصفوا فيه الإجراءات الإسرائيلية بأنها عقاب جماعي. وعلى صعيد المواقف المنفردة، دعا وزير خارجية عُمان، بدر البوسعيدي، إلى إجراء تحقيق في جرائم الحرب الإسرائيلية في غزة. وصرّح وزير الخارجية القطري، الشيخ محمد بن عبد الرحمن آل ثاني، بأن حصار إسرائيل لمستشفى الشفاء يُعد "جريمة حرب وانتهاكًا صارخًا للقوانين الدولية". بدوره، أكد وزير الخارجية الأردني، أيمن الصفدي، أن أفعال إسرائيل تتطابق مع التعريف القانوني لجريمة الإبادة الجماعية. كما صرّحت وزارة الخارجية المصرية بأن إسرائيل تنخرط في سياسة عقاب جماعي عبر فرض الحصار، والاستهداف العشوائي للمدنيين، واستخدام التجويع كسلاح.
أظهرت المواقف الأوروبية تباينًا وتعقيدًا، ففي 9 يناير 2024، أعرب وزير الخارجية البريطاني، ديفيد كاميرون، عن "قلقه" من احتمال انتهاك إسرائيل للقانون الدولي في غزة. ولكنه عاد وصرح في 14 يناير بأن "إسرائيل تتصرف دفاعًا عن النفس"، نافيًا ارتكابها جرائم حرب.  وفي سياق متصل، وصفت شخصيات أوروبية بارزة الرد الإسرائيلي بأنه "غير متناسب"، ومن بينهم وزير الخارجية الإيطالي، أنطونيو تاجاني، والسكرتير الكاردينالي لدولة الفاتيكان، الكاردينال بيترو بارولين.
من جانبه، تبنى الممثل الأعلى للسياسة الخارجية في الاتحاد الأوروبي، جوزيب بوريل، نبرة حادة، حيث استشهد بالجنرال الإسرائيلي المتقاعد غيورا آيلاند، ليقول إن هدف إسرائيل يبدو أنه "تحويل غزة إلى مكان يستحيل العيش فيه بشكل مؤقت أو دائم". واقترح بوريل لاحقًا أن ينظر الاتحاد الأوروبي في فرض عقوبات على الوزيرين الإسرائيليين بتسلئيل سموتريتش وإيتمار بن غفير بتهمة "التحريض على ارتكاب جرائم حرب". أما وزير الخارجية الأيرلندي، مايكل مارتن، فقد أكد أن هجمات 7 أكتوبر والأعمال الإسرائيلية في غزة كلاهما "يمثل انتهاكًا صارخًا وواسع النطاق للقانون الإنساني الدولي".

#### مسؤولون آخرون
اتسعت دائرة الاتهامات لتشمل مسؤولين من مختلف دول العالم، حيث اتهمت وزيرة الحقوق الاجتماعية الإسبانية، إيوني بيلارا، الاتحاد الأوروبي والولايات المتحدة "بالتواطؤ في جرائم الحرب الإسرائيلية"، ودعت إلى إحالة إسرائيل للمحكمة الجنائية الدولية بتهمة ارتكاب إبادة جماعية في قطاع غزة. وعلى نفس المنوال، صنّف حزب العمال البرازيلي، الذي ينتمي إليه الرئيس لولا دا سيلفا، الإجراءات الإسرائيلية في غزة رسميًا على أنها إبادة جماعية.
وفي تحرك برلماني لافت، بعث برلمان سريلانكا برسالة إلى الأمين العام للأمم المتحدة، جاء فيها أن "القصف العشوائي للمستشفيات من قبل إسرائيل يرقى إلى جريمة حرب بموجب القانون الدولي واتفاقية جنيف". كما أُفيد بأن مسؤولين أمريكيين أعربوا عن قلقهم إزاء المبررات الإسرائيلية التي تعتبر الخسائر في صفوف المدنيين "حتمية"، لا سيما بعد استخدامها سوابق تاريخية مثل القصف الذري على هيروشيما وناغازاكي لتبرير أفعالها. وفي سياق متصل، ذكرت صحيفة "هافينغتون بوست" في 20 ديسمبر 2023 أن مسؤولين أمريكيين كانوا يضغطون على سويسرا لعدم عقد مؤتمر للدول الأطراف في اتفاقية جنيف. ومن داخل إسرائيل، صرح إران إيتزيون، النائب السابق لرئيس مجلس الأمن القومي، قائلاً: "إذا كان من المتوقع أن يرتكب جندي أو ضابط شيئًا يُشتبه في أنه جريمة حرب، فعليهم أن يرفضوا".
وعلى الصعيد التشريعي، اتهم السيناتور الأمريكي كريس فان هولن إسرائيل بارتكاب "جرائم حرب نموذجية". وصرّح السيناتور الفرنسي غيوم غونتار بأن رئيس الوزراء الإسرائيلي "يستخدم الجوع سلاحًا" في غزة. كما قالت السيناتورة الأسترالية مهرين فاروقي: "إن إسرائيل ترتكب جريمة حرب تلو الأخرى على مرأى ومسمع من العالم وتفلت من العقاب".
وفي الأوساط الدبلوماسية، صرحت فانيسا فرايزر، سفيرة مالطا لدى الأمم المتحدة، بأن منع إسرائيل وصول المساعدات الإنسانية "قد يرقى إلى جريمة ضد الإنسانية وجريمة حرب". ووصفت الدبلوماسية القطرية، الشيخة علياء آل ثاني، حصار مستشفى الشفاء بأنه جريمة حرب. ودعا نيكولا دي ريفيير، السفير الفرنسي لدى الأمم المتحدة، إلى وقف فوري لإطلاق النار، قائلاً: "يجب أن يتوقف هذا. ما يحدث الآن يتناقض تمامًا مع اتفاقيات جنيف". وفي مذكرة سرية كُشف عنها، ذكر الملحق الدفاعي الهولندي أن إسرائيل تنتهك القانون الدولي من خلال "التسبب المتعمد في تدمير هائل للبنية التحتية والمراكز المدنية" في غزة، بهدف استعادة قوة الردع ضد إيران وحزب الله.

### المنظمات الإنسانية
في 6 ديسمبر، صرّحت منظمة "أوكسفام" بأن المجتمع الدولي، وخصوصًا حلفاء إسرائيل، "متواطئون في الموت الجماعي والتهجير والتجويع والحرمان الذي يلحق بأكثر من مليوني شخص". وذكر الاتحاد الدولي لحقوق الإنسان أن ما ترتكبه إسرائيل في غزة يرقى إلى إبادة جماعية تتكشف فصولها، داعيًا إلى اعتقال المسؤولين الحكوميين الإسرائيليين. وفي خطوة نادرة، وجهت 31 منظمة حقوقية فلسطينية، بقيادة مؤسسة الحق، رسالة إلى الأمين العام للأمم المتحدة أنطونيو غوتيريش، تفيد بأن وكالات الإغاثة الأممية تنتهك القانون الدولي بمساعدتها على تحقيق أهداف إسرائيل الحربية. وحذّر المجلس النرويجي للاجئين من أن أي تهجير قسري لسكان غزة إلى مصر سيشكل جريمة حرب أو جريمة ضد الإنسانية. كما أصدرت حركة عدم الانحياز، وهي هيئة تضم 120 دولة، بيانًا وصفت فيه حرب إسرائيل على غزة بأنها "غير قانونية".
وفي فبراير 2024، حذّرت منظمة العفو الدولية من أن الدول التي تسلّح إسرائيل تخاطر بانتهاك القانون الدولي، مشيرةً إلى أنه "عبر تقديم الأسلحة لإسرائيل، تنتهك دول الاتحاد الأوروبي والولايات المتحدة مسؤوليتها في منع الإبادة الجماعية، وتساهم في ارتكاب جرائم حرب وجرائم ضد الإنسانية". وفي مقال لها بمجلة "فورين أفيرز"، كتبت أنييس كالامار، الأمينة العامة لمنظمة العفو، أن القانون الدولي "في حالة احتضار"، واصفة الوضع بأنه "تتويج لسنوات من تآكل سيادة القانون ونظام حقوق الإنسان العالمي". وبالمثل، ذكر مدير قسم إسرائيل وفلسطين في "هيومن رايتس ووتش" أن سنوات من غياب المساءلة لإسرائيل أدت إلى "هذا التجاهل الصارخ لأبسط مبادئ القانون الدولي".
وفي مارس 2024، أكد المركز الفلسطيني لحقوق الإنسان أن أوروبا والولايات المتحدة تسمحان لإسرائيل بارتكاب جرائم "في ظل غياب الآليات التي من شأنها أن تجبرها على الالتزام بقواعد القانون الإنساني الدولي". كما أعلنت منظمة أطباء من أجل حقوق الإنسان أنها تستعد لرفع دعوى قضائية ضد جيش الاحتلال الإسرائيلي بسبب القصف العشوائي لقطاع غزة، مشيرة إلى فشل إسرائيل في الوفاء "بالتزامها بموجب القانون الإنساني الدولي".
وفي مايو 2024، أدان مجلس الكنائس العالمي "انتهاكات إسرائيل للقانون الإنساني الدولي". وفي أغسطس 2024، حثت اللجنة الدولية للصليب الأحمر، وهي الحارس التقليدي لاتفاقيات جنيف، على الالتزام بهذه القوانين، مشيرةً إلى أنه يجري تجاهلها في غزة وأماكن أخرى من العالم.

### الأمم المتحدة
أصدر خبراء مستقلون من الأمم المتحدة إدانات شديدة اللهجة لأفعال جيش الاحتلال الإسرائيلي في غزة، مؤكدين أن إسرائيل لجأت إلى "هجمات عسكرية عشوائية" وعقاب جماعي. وفي المقابل، ذكرت السلطات الإسرائيلية أن غاراتها الجوية تستهدف تدمير البنية التحتية العسكرية التي غالبًا ما تكون متداخلة مع المناطق السكنية والمرافق المدنية. وفي الوقت ذاته، أدان الخبراء بشدة ما قامت به حركة حماس من "قتل متعمّد وواسع النطاق وأخذ للرهائن من المدنيين الأبرياء"، واصفين هذه الأعمال بأنها "انتهاكات شنيعة للقانون الدولي وجرائم دولية".
على صعيد آخر، أثار أمر الإخلاء القسري الذي فرضته إسرائيل على شمال غزة إدانة دولية واسعة. ففي 13 أكتوبر 2023، وصفت باولا غافيريا بيتانكور، المقررة الخاصة للأمم المتحدة المعنية بحقوق الإنسان للنازحين داخليًا، هذا الإجراء بأنه "جريمة ضد الإنسانية". وفي 14 أكتوبر، اعتبرته فرانشيسكا ألبانيز، المقررة الخاصة للأمم المتحدة المعنية بحالة حقوق الإنسان في الأراضي الفلسطينية المحتلة، "تكرارًا لنكبة عام 1948"، مشيرةً في هذا السياق إلى الدعوات العلنية الصادرة عن مسؤولين إسرائيليين لتنفيذ "نكبة" أخرى.
في 16 نوفمبر، أفاد خبراء الأمم المتحدة بأن "الانتهاكات الجسيمة" التي ارتكبتها قوات الاحتلال الإسرائيلي ضد الفلسطينيين في غزة "تشير إلى إبادة جماعية قيد التكوين"، ودعوا المجتمع الدولي إلى منع وقوع هذه الإبادة الجماعية.  أعربت المفوضية السامية للأمم المتحدة لحقوق الإنسان عن قلقها بشأن تقارير عن "اعتقالات جماعية، وسوء معاملة، وحالات اختفاء قسري لربما آلاف الفلسطينيين" في شمال غزة. 
في 23 فبراير 2024، ذكر مكتب الأمم المتحدة لحقوق الإنسان أن أي نقل للأسلحة إلى إسرائيل يجب أن يتوقف فورًا لأن استخدامها في غزة "من المرجح أن ينتهك القانون الإنساني الدولي".  وفي 27 مارس، صرحت ألبانيز أن هناك "أسبابًا معقولة" للاعتقاد بأن إسرائيل ترتكب إبادة جماعية في غزة من خلال استخدام أسلحة غير قانونية، وتدمير البنية التحتية المدنية، والتجويع من صنع الإنسان، والذي ترافق مع "سرد معادٍ للفلسطينيين ومنتشر على نطاق واسع وتجريد للإنسانية ينبع من أعلى مستويات المجتمع الإسرائيلي".  وفي مارس 2024، صرحت بيتانكور أن العالم "يجب أن يتخلى عن وهم أن إسرائيل ستحترم مبادئ القانون الإنساني الدولي وقانون حقوق الإنسان في عملياتها العسكرية".  ذكر بالاكريشنان راجاغوبال، المقرر الخاص للأمم المتحدة المعني بالحق في السكن الملائم، أن تدمير إسرائيل للمساكن والبنية التحتية المدنية يرقى إلى جريمة حرب وجريمة ضد الإنسانية.  وصرح فولكر تورك، مفوض الأمم المتحدة السامي لحقوق الإنسان، أن العقاب الجماعي لإسرائيل والإخلاء القسري لسكان غزة كلاهما جرائم حرب. 
وفقًا لوكالة الأمم المتحدة لإغاثة وتشغيل اللاجئين الفلسطينيين (الأونروا)، تعرّض موظفوها "للتعذيب وسوء المعاملة والانتهاك والاستغلال الجنسي" على أيدي السلطات الإسرائيلية. كما اتهمت الوكالة إسرائيل بانتزاع اعترافات قسرية من موظفيها بشأن تورطهم مع حركة حماس، وذلك عبر استخدام التعذيب.
وفي سياق متصل، حذّرت مجموعة من خبراء الأمم المتحدة من "إبادة جماعية قيد التكوين" في غزة. وصرح بيدرو أروجو أغودو، المقرر الخاص للأمم المتحدة المعني بالحق في الماء والصرف الصحي، بأن قطع الإمدادات الحيوية، مثل المياه، يُعد جريمة ضد الإنسانية بموجب المادة 7 من نظام روما الأساسي. من جانبه، أكد وكيل الأمين العام للشؤون الإنسانية، مارتن غريفيثس، أن الأزمة الإنسانية في غزة وصلت إلى حد لا يُطاق، وأن "القانون الإنساني الدولي يبدو وكأنه قد انقلب رأسًا على عقب". ووصف المفوض العام للأونروا، فيليب لازاريني، استهداف إسرائيل لعمال الإغاثة التابعين للأمم المتحدة بأنه "تجاهل صارخ للقانون الإنساني الدولي". كما وقّع المقرران الخاصان للأمم المتحدة المعنيان بالإعدامات خارج نطاق القضاء والتعذيب على بيان مشترك يحث على إجراء تحقيق في جرائم الحرب المرتكبة. وأعرب مكتب الأمم المتحدة لحقوق الإنسان عن "مخاوف جدية" بشأن مدى امتثال إسرائيل للقانون الدولي. وبدورها، صرّحت تلالينغ موفوكينغ، المقررة الخاصة المعنية بالحق في الصحة، بأن إسرائيل انتهكت الحماية الخاصة التي يتمتع بها القطاع الطبي، وشنّت "حربًا لا هوادة فيها" على منظومة الصحة في غزة.
تحدث الأمين العام للأمم المتحدة، أنطونيو غوتيريش، بشأن الهجوم الذي كان مخططًا له على رفح في عام 2024، معتبرًا أن "القانون الإنساني الدولي قد تمزّق". وبعد أسبوع من ذلك، أدان غوتيريش منع إسرائيل وصول المساعدات الإنسانية، مشددًا على أنه "لا يوجد ما يبرر العقاب الجماعي للشعب الفلسطيني". وفي سبتمبر 2024، صرّح غوتيريش بأن إسرائيل ارتكبت "انتهاكات جسيمة للغاية للقانون الإنساني الدولي"، ووصف الوضع بأنه يتسم بـ "غياب تام لأي حماية فعالة للمدنيين".
وفي 8 يونيو 2024، أضافت الأمم المتحدة قوات الاحتلال الإسرائيلي، إلى جانب حركتي حماس والجهاد الإسلامي في فلسطين، إلى قائمة الدول والمنظمات التي ترتكب انتهاكات ضد الأطفال في النزاعات المسلحة. وتعليقًا على إدراج إسرائيل، قال رئيس الوزراء بنيامين نتنياهو إن الأمم المتحدة "وضعت نفسها على القائمة السوداء للتاريخ". كما أدان مندوب إسرائيل الدائم لدى الأمم المتحدة، جلعاد أردان، هذا التصنيف ووصفه بأنه "شائن وخاطئ تمامًا"، وذلك على الرغم من أن إسرائيل مسؤولة عن الغالبية العظمى من وفيات المدنيين في الحرب، وبحلول يونيو كانت قد قتلت أكثر من 15,500 طفل. وفي شهادة لاذعة، صرح كريس سيدوتي، عضو بعثة الأمم المتحدة الدائمة لتقصي الحقائق بشأن النزاع الإسرائيلي الفلسطيني، بأن "الاستنتاج الوحيد الذي يمكن الخروج به هو أن جيش الاحتلال الإسرائيلي يُعد واحدًا من أكثر الجيوش إجرامًا في العالم".

## الدعاوى والتحقيقات

### التحقيقات
شرعت وزارة الخارجية وشؤون الكومنولث والتنمية في المملكة المتحدة في إجراء تحقيق بشأن انتهاكات إسرائيل للقانون الإنساني الدولي.  وبحسب وثائق قضائية استشهدت بها منظمة العفو الدولية، فإن وزارة الخارجية البريطانية لم تستطع الجزم بالتزام إسرائيل بالقانون الدولي، لكنها خلصت إلى وجود "مخاوف جدية" بشأن وقوع انتهاكات قانونية.  وفي فبراير 2024، أعلنت وزارة الخارجية الأمريكية أنها تُجري تحقيقًا بشأن مجزرة مخيم جباليا (التي وقعت في 31 أكتوبر 2023) واحتمال استخدام إسرائيل للفسفور الأبيض في لبنان.  من جانبها، صرحت أليس جيل إدواردز، المقررة الخاصة للأمم المتحدة المعنية بالتعذيب، بأنها بصدد التحقيق في مزاعم تعذيب وإساءة معاملة لمعتقلين فلسطينيين على يد الجيش الإسرائيلي. 
وعقب انتشار لقطات مصورة توثق مقتل خمسة رجال فلسطينيين كانوا يسيرون على طريق ترابي في غزة بغارة جوية، أعلن جيش الاحتلال الإسرائيلي أن الحادثة قيد التحقيق لدى "آلية تقصي الحقائق والتقييم" التابعة له، بشأن الاشتباه في ارتكاب جرائم حرب من قبل قواته.  وفي تعليق على ذلك، قال مسؤول في وزارة الخارجية الأمريكية: "إن إسرائيل ملزمة بالتحقيق في المزاعم الموثوقة بانتهاك قوانين الحرب".  وفي أبريل 2024، نفى وزير الخارجية الأمريكي وجود "معايير مزدوجة" في التعامل مع إسرائيل، مشيرًا إلى أن الولايات المتحدة "تنظر" في الانتهاكات المزعومة للقانون الإنساني الدولي.  وفي مذكرة داخلية لوزارة الخارجية الأمريكية، أفاد مسؤولون كبار بأنهم يعتبرون التأكيدات الإسرائيلية بأنها تستخدم الأسلحة الأمريكية وفقًا للقانون الإنساني الدولي "غير موثوقة أو جديرة بالاعتماد".  وفي 29 أبريل، أعلنت الولايات المتحدة عن توصلها إلى نتائج تفيد بأن خمس وحدات إسرائيلية ارتكبت انتهاكات لحقوق الإنسان قبل بدء حرب غزة.1  وفي مايو 2024، خلصت وزارة الخارجية الأمريكية إلى أنه "من المعقول استنتاج" أن أسلحة أمريكية الصنع قد استُخدمت من قبل إسرائيل "في حالات لا تتوافق" مع القانون الإنساني الدولي.  وفي يونيو 2024، صرح كبير المستشارين القانونيين العسكريين الإسرائيليين بأن هناك 70 انتهاكًا قانونيًا محتملًا قيد التحقيق.  ولم يكشف الجيش عن القائمة الكاملة لهذه التحقيقات. 
وفي يوليو 2024، صرح المدعون العامون الإسرائيليون بأنهم بصدد فتح تحقيق مع وزير الأمن القومي إيتمار بن غفير، في خطوة تهدف إلى إثبات امتثال إسرائيل لأوامر محكمة العدل الدولية بالتحقيق مع الأفراد المسؤولين عن التحريض على الإبادة الجماعية.  وفي شهر سبتمبر من العام ذاته، ذكر موقع "بحدري حريديم"، وهو موقع إخباري إسرائيلي أرثوذكسي، أن مسؤولين إسرائيليين أطلعوا الولايات المتحدة على نتائج تحقيقاتهم المتعلقة بأحداث 7 أكتوبر، لكنهم حجبوا الأدلة التي تم جمعها من جنود جيش الاحتلال الإسرائيلي، خشية أن تُستخدم ضدهم في لاهاي.  وفي أكتوبر 2024، فتحت بلجيكا تحقيقًا مع أحد مواطنيها مزدوجي الجنسية للاشتباه في ارتكابه جرائم حرب في قطاع غزة. 

### الدعاوى

#### دعاوى المحكمة الجنائية الدولية
بتاريخ 9 نوفمبر 2023، تقدمت ثلاث منظمات حقوقية فلسطينية بشكوى قضائية ضد إسرائيل لدى المحكمة الجنائية الدولية.  وقد اتهمت هذه المنظمات إسرائيل بارتكاب جرائم حرب، والفصل العنصري، والإبادة الجماعية، وطالبت المحكمة الجنائية الدولية بإصدار مذكرات توقيف بحق مسؤولين إسرائيليين كبار.  وفي العاشر من نوفمبر، أعلن الرئيس الكولومبي، غوستافو بيترو، أن بلاده ستنضم إلى الجزائر في دعم دعوى قضائية أمام المحكمة الجنائية الدولية تتهم إسرائيل بارتكاب جرائم حرب.  وبتاريخ 14 نوفمبر، طالبت منظمة هيومن رايتس ووتش المحكمة الجنائية الدولية بفتح تحقيق بشأن الهجمات الإسرائيلية التي استهدفت المستشفيات وسيارات الإسعاف.  كما رفعت مجموعة من المحامين، نيابة عن ضحايا الهجمات الإسرائيلية، دعوى قضائية أمام المحكمة الجنائية الدولية تتهم فيها إسرائيل بارتكاب جريمة الإبادة الجماعية.  وطالبت وزيرة خارجية جنوب إفريقيا، ناليدي باندور، المحكمة الجنائية الدولية بتسريع وتيرة تحقيقاتها بشأن جرائم الحرب والجرائم ضد الإنسانية والإبادة الجماعية التي ترتكبها إسرائيل، مشددة على ضرورة إصدار مذكرات توقيف بحق بنيامين نتنياهو.  وفي السادس عشر من نوفمبر، صرح رئيس جنوب إفريقيا، سيريل رامافوزا، بأن بلاده قد أحالت إسرائيل رسميًا إلى المحكمة الجنائية الدولية بتهمة ارتكاب جرائم حرب.  وبتاريخ 17 نوفمبر، أكد المدعي العام للمحكمة الجنائية الدولية، كريم خان، أن المحكمة قد تلقت إحالة مشتركة من كل من جنوب إفريقيا وبنغلاديش وبوليفيا وجزر القمر وجيبوتي، تطالب بالتحقيق في جرائم الحرب الإسرائيلية.  وفي 28 نوفمبر، صرح الرئيس التركي، رجب طيب أردوغان، بضرورة تقديم المسؤولين الإسرائيليين للمحاكمة أمام المحاكم الدولية بتهمة ارتكاب جرائم حرب.  وبتاريخ 20 ديسمبر، قدمت منظمة الديمقراطية الآن للعالم العربي إلى المدعي العام للمحكمة الجنائية الدولية قائمة بأسماء 40 ضابطًا قياديًا إسرائيليًا، بهدف التحقيق معهم بتهمة ارتكاب جرائم حرب. 
بتاريخ 22 ديسمبر 2023، تقدمت منظمة مراسلون بلا حدود بشكوى إلى المحكمة الجنائية الدولية ضد إسرائيل، متهمة إياها بارتكاب "جرائم حرب محتملة".  وفي السادس من يناير، تقدمت مجموعة مؤلفة من 100 محامٍ تشيلي بشكوى مماثلة إلى المحكمة الجنائية الدولية، موجهين اتهامات بارتكاب جرائم حرب إلى رئيس الوزراء الإسرائيلي بنيامين نتنياهو.  وبتاريخ 18 يناير، قامت كل من وزارتي الخارجية في المكسيك وتشيلي بإحالة ملف إسرائيل إلى المحكمة الجنائية الدولية، للتحقيق في ارتكابها جرائم حرب محتملة.  وفي شهر أكتوبر من عام 2024، قدم محامٍ هولندي إلى المحكمة الجنائية الدولية قائمة بأسماء 1000 جندي من جيش الاحتلال الإسرائيلي، مشيرًا إلى تورطهم المزعوم في ارتكاب جرائم حرب. 
في أبريل 2024، أعربت الحكومة الإسرائيلية عن قلقها المتزايد من احتمال أن تُصدر المحكمة الجنائية الدولية قريبًا مذكرات توقيف بحق مسؤولين إسرائيليين كبار، على خلفية انتهاكات مزعومة للقانون الإنساني الدولي في قطاع غزة.  وخلال شهر مايو 2024، أفادت تقارير بأن مدعين عامين من المحكمة الجنائية الدولية قد أجروا مقابلات مع اثنين من المسعفين، أحدهما من مجمع الشفاء الطبي والآخر من مجمع ناصر الطبي، وذلك في إطار التحقيق في جرائم محتملة ارتُكبت في غزة.  وفي وقت لاحق من الشهر ذاته، تقدمت منظمة مراسلون بلا حدود بشكواها الثالثة إلى المحكمة الجنائية الدولية، والتي تتعلق بالأوضاع في قطاع غزة.  وفي مايو 2024، تقدم المدعي العام للمحكمة الجنائية الدولية بطلب لإصدار مذكرات توقيف بحق كل من رئيس الوزراء الإسرائيلي بنيامين نتنياهو ووزير الدفاع يوآف غالانت. غير أن المحكمة قبلت في الوقت ذاته مذكرات "أصدقاء المحكمة" بشأن مسائل تتعلق باختصاصها القضائي.  وفي نوفمبر 2024، تم الإعلان رسميًا عن إصدار المحكمة الجنائية الدولية مذكرات توقيف بحق كل من نتنياهو وغالانت، بالإضافة إلى قيادي بارز في حركة حماس، حيث وُجهت إليهم تهم بارتكاب جرائم حرب خلال هجمات السابع من أكتوبر وما تلاها من أحداث. 

#### دعوى محكمة العدل الدولية

مواقف الدول:
جنوب إفريقيا
الدول التي دعمت قضية جنوب إفريقيا
الدول التي عارضت قضية جنوب إفريقيا
إسرائيل

تقدمت جمهورية جنوب إفريقيا بدعوى قضائية إلى محكمة العدل الدولية استنادًا إلى اتفاقية منع جريمة الإبادة الجماعية والمعاقبة عليها، وهي اتفاقية تُعد كل من إسرائيل وجنوب إفريقيا طرفًا فيها. وقد اتهمت جنوب إفريقيا إسرائيل في دعواها بارتكاب جرائم الإبادة الجماعية وجرائم الحرب والجرائم ضد الإنسانية بحق الفلسطينيين في قطاع غزة.  وقد شبّه رئيس جنوب إفريقيا، سيريل رامافوزا، ممارسات إسرائيل بنظام الفصل العنصري الذي عانت منه بلاده.  واستندت جنوب إفريقيا في تقديم طلبها هذا إلى المادة التاسعة من الاتفاقية.  وقد حظيت هذه الدعوى بدعم العديد من منظمات حقوق الإنسان والهيئات الدولية، بالإضافة إلى عدد من الدول الأخرى. 
وفي الطلب الذي قدمته بتاريخ 29 ديسمبر 2023، دفعت جنوب إفريقيا بأن ممارسات إسرائيل "تحمل طابع الإبادة الجماعية، لأنها تهدف إلى إيقاع التدمير بجزء كبير من المجموعة القومية والعرقية والإثنية الفلسطينية".  وطالبت جنوب إفريقيا المحكمة بإصدار تدابير مؤقتة (أي أوامر ملزمة قبل البت في جوهر القضية)، تلزم إسرائيل "بالتعليق الفوري لعملياتها العسكرية في قطاع غزة وضده".  وعلى الرغم من أن البت في جوهر القضية قد يستغرق عدة سنوات، إلا أن قرارًا بشأن التدابير المؤقتة يمكن أن يصدر في غضون أسابيع.  وخلال المرافعة أمام محكمة العدل الدولية، أكد سفير جنوب إفريقيا لدى هولندا أن الهجوم الحالي على قطاع غزة لا يمثل حدثًا منفردًا، بل هو بمثابة تصعيد "لخمسة وعشرين عامًا من الفصل العنصري الإسرائيلي، وستة وخمسين عامًا من الاحتلال، وستة عشر عامًا من الحصار المفروض على قطاع غزة". 
أوضحت بلقيس جراح، المديرة المساعدة لقسم العدالة الدولية في منظمة هيومن رايتس ووتش، أن القضية المرفوعة أمام محكمة العدل الدولية لا تستهدف محاكمة أفراد بعينهم، وهي منفصلة تمامًا عن اختصاص المحكمة الجنائية الدولية التي تُعد هيئة قضائية مستقلة بذاتها. وأضافت جرّاح أن هذه القضية التاريخية تمثل فرصة سانحة "لتقديم إجابات واضحة وحاسمة حول ما إذا كانت إسرائيل ترتكب جريمة إبادة جماعية بحق الشعب الفلسطيني".
وبتاريخ 26 يناير 2024، أصدرت محكمة العدل الدولية قرارًا أوليًا خلصت فيه إلى أن الحقوق التي طالبت بها جنوب إفريقيا "حقوق معقولة"، وأمرت إسرائيل باتخاذ كافة التدابير الممكنة لمنع ارتكاب أعمال الإبادة الجماعية، والتحريض عليها والمعاقبة على ذلك، وضمان وصول المساعدات الإنسانية والخدمات الأساسية إلى قطاع غزة.
وفي 6 مارس 2024، تقدمت جنوب إفريقيا بطلب إلى المحكمة لإصدار تدابير إضافية ضد إسرائيل لمواجهة خطر المجاعة الجماعية الذي يحدق بسكان غزة. وفي شهر مايو من العام ذاته، أصدرت المحكمة أمرًا قضائيًا جديدًا، ورغم أن بعض الخبراء وصفوه بالغموض، فقد فُسّر على نطاق واسع بأنه يفرض على إسرائيل وقف هجومها على رفح فورًا. إلا أن إسرائيل رفضت هذا التفسير واستمرت في عملياتها العسكرية مرتكبة مجزرة مخيم تل السلطان. 
وفي مايو 2024، أمرت محكمة العدل الدولية إسرائيل مجددًا بتجنب أي هجوم على رفح من شأنه أن يعرض سكان غزة لخطر الإبادة الكلية أو الجزئية. وعقب استمرار الهجوم الإسرائيلي، صرّح وزير الخارجية النرويجي، إسبن بارث إيدي، بأن هذا التصعيد يُعد "انتهاكًا جوهريًا" لقرار محكمة العدل الدولية والقانون الإنساني الدولي.

#### دعوى مركز الحقوق الدستورية ضد جو بايدن
في 13 نوفمبر 2023، رفع مركز الحقوق الدستورية، الذي يتخذ من نيويورك مقرًا له، دعوى قضائية ضد الرئيس الأمريكي جو بايدن، متهمًا إياه بالتقاعس عن أداء واجبه القانوني، بموجب القوانين الوطنية والدولية، في منع إسرائيل من ارتكاب جريمة الإبادة الجماعية في غزة. وتضمنت الشكوى، التي قُدمت بالنيابة عن فلسطينيين في غزة والولايات المتحدة، أن ما ترتكبه إسرائيل من "قتل جماعي" واستهداف ممنهج للبنية التحتية المدنية وعمليات طرد قسري، يرقى إلى مستوى جريمة الإبادة الجماعية. 
وأكد المركز في دعواه أن على الولايات المتحدة والدول الأخرى واجبًا قانونيًا ببذل كل ما في وسعها لوقف عمليات القتل. وجاء في نص الشكوى: "بصفتها أقرب حليف لإسرائيل وأقوى داعم لها، ولكونها أكبر مزود للمساعدات العسكرية بفارق شاسع، وباعتبار إسرائيل أكبر متلقٍ للمساعدات الخارجية الأمريكية التراكمية منذ الحرب العالمية الثانية، فإن الولايات المتحدة تمتلك الوسائل المتاحة لفرض تأثير رادع على المسؤولين الإسرائيليين الذين يرتكبون أعمال إبادة جماعية ضد الشعب الفلسطيني في غزة".
وطالبت الدعوى، التي رُفعت أمام محكمة فيدرالية في كاليفورنيا، بإصدار أمر قضائي يمنع الولايات المتحدة من تقديم الأسلحة والأموال والدعم الدبلوماسي لإسرائيل. كما سعت إلى استصدار إعلان يُلزم الرئيس بايدن، ووزير الخارجية أنتوني بلينكن، ووزير الدفاع لويد أوستن "باتخاذ كافة التدابير المتاحة ضمن سلطاتهم لمنع ارتكاب إسرائيل لأعمال الإبادة الجماعية ضد الشعب الفلسطيني في غزة". وفي شهادة أُرفقت بالدعوى، أكد الخبير في دراسات الإبادة الجماعية، ويليام شاباس، أنه يرى "خطرًا جديًا لوقوع إبادة جماعية"، وأن الولايات المتحدة "تنتهك التزامها" بموجب اتفاقية منع الإبادة الجماعية لعام 1948 والقانون الدولي.
في 31 يناير 2024، رُفضت القضية لأسباب تتعلق بالصلاحية القانونية. ومع ذلك، صرّح القاضي بأن الدستور الأمريكي يقيّد قدرته على التدخل، وأنه كان يود إصدار الأمر القضائي المطلوب. كما وجّه في قراره دعوة للرئيس بايدن إلى إعادة النظر في سياسة الولايات المتحدة، وكتب أن "من المرجح أن سلوك إسرائيل يرقى إلى مستوى الإبادة الجماعية".

#### دعوى لاهاي
في 4 ديسمبر 2023، أقامت منظمات حقوق الإنسان "أوكسفام نوفيب"، و"باكس نيدرلاند"، و"منتدى الحقوق" دعوى قضائية ضد الدولة الهولندية، مطالبةً بوقف تصدير قطع غيار طائرات "إف-35" المقاتلة إلى إسرائيل. وحاججت المنظمات بأن هذه الصادرات تساهم في ارتكاب انتهاكات جسيمة للقانون الدولي في غزة، حيث صرحت "أوكسفام" بأنها "جعلت هولندا متواطئة في انتهاكات قوانين الحرب والعقاب الجماعي الذي يُفرض على السكان المدنيين في غزة". ورغم أن محكمة لاهاي حكمت في 15 ديسمبر 2023 لصالح استمرار الدولة في تصدير الأسلحة،  إلا أن محكمة الاستئناف نقضت هذا القرار في 12 فبراير 2024.
وفي حكمها التاريخي، قضت محكمة الاستئناف بأنه "يوجد خطر واضح بأن الطائرات المقاتلة الإسرائيلية من طراز إف-35 قد تُستخدم في ارتكاب انتهاكات خطيرة للقانون الإنساني الدولي". وأضاف القضاة في حيثيات القرار أن "إسرائيل لا تأخذ في الاعتبار بشكل كافٍ عواقب هجماتها على السكان المدنيين، فقد أسفرت عن عدد غير متناسب من الضحايا المدنيين، بمن فيهم آلاف الأطفال". وشددوا على أن "هولندا طرف في عدة معاهدات دولية تُلزمها بمنع تصدير المعدات العسكرية إذا وُجد خطر واضح لوقوع انتهاكات خطيرة للقانون الإنساني الدولي"، وأمرت المحكمة بوقف عمليات التسليم في غضون سبعة أيام.

#### دعوى المحكمة العليا
بدأت منظمة الحق الفلسطينية لحقوق الإنسان وشبكة العمل القانوني العالمية، ومقرها المملكة المتحدة، إجراءات قانونية ضد الحكومة البريطانية في 6 ديسمبر 2023. وجاء هذا التحرك بعد تجاهل لندن لطلبات خطية متكررة بتعليق مبيعات الأسلحة إلى إسرائيل، استنادًا إلى انتهاكات مزعومة للقانون الدولي والقواعد التنظيمية البريطانية. وتُفصّل الأوراق القانونية المُقدمة مزاعم بشن هجمات عشوائية على المدنيين، واستخدام التجويع كسلاح، والتهجير القسري، ووجود خطر جسيم لوقوع إبادة جماعية، مدعومة بتصريحات من أعضاء في الكنيست وقادة عسكريين إسرائيليين. وقد حظي هذا الإجراء بدعم المركز الدولي للعدالة للفلسطينيين، وحملة مناهضة تجارة الأسلحة، ومنظمة "أوكسفام". وفي تطور لاحق، قدّم محامو المنظمات غير الحكومية أكثر من 100 صفحة من شهادات الشهود إلى المحكمة العليا في أغسطس 2024.

#### دعوى المحكمة الفيدرالية الأسترالية
في 5 ديسمبر 2023، أطلقت منظمات حقوق الإنسان الفلسطينية الحق، ومركز الميزان لحقوق الإنسان، والمركز الفلسطيني لحقوق الإنسان، إجراءات قانونية في المحكمة الفيدرالية الأسترالية.  تسعى منظمات حقوق الإنسان إلى الوصول إلى جميع التصاريح التي سمحت بتصدير الأسلحة إلى إسرائيل والتي منحتها وزارة الدفاع منذ 7 أكتوبر 2023. ويدعم هذا الطلب المركز الأسترالي للعدالة الدولية. 

#### دعوى وزارة الشؤون العالمية الكندية
في 5 مارس 2024، قاضت منظمة المحامين الكنديين لحقوق الإنسان الدولية، ومنظمة الحق، ومجموعة من الكنديين من أصل فلسطيني، وزارة الشؤون العالمية بسبب تصدير بضائع وتكنولوجيا عسكرية إلى إسرائيل خلال نزاع غزة.  يجادلون بأن الصادرات يمكن أن تستخدم في انتهاكات مزعومة لحقوق الإنسان ضد الفلسطينيين. تتهم الدعوى القضائية وزيرة الخارجية الكندية ميلاني جولي بالتصريح بتصدير سلع وتكنولوجيا عسكرية إلى إسرائيل، بمبلغ لا يقل عن 28.5 مليون دولار كندي (21 مليون دولار أمريكي)، يمكن استخدامها لارتكاب انتهاكات للقانون الدولي. 

#### دعاوى أخرى
في يونيو 2024، رفعت مجموعة من منظمات المجتمع المدني الكورية الجنوبية دعوى قضائية ضد كبار المسؤولين الحكوميين الإسرائيليين بتهمة الإبادة الجماعية، والجرائم ضد الإنسانية، وجرائم الحرب. 
رفعت مؤسسة هند رجب دعوى قضائية في عدة دول ضد جنود إسرائيليين يزعم أنهم مسؤولون عن جرائم حرب.